# Garnisonen der Landstreitkräfte Österreich-Ungarns

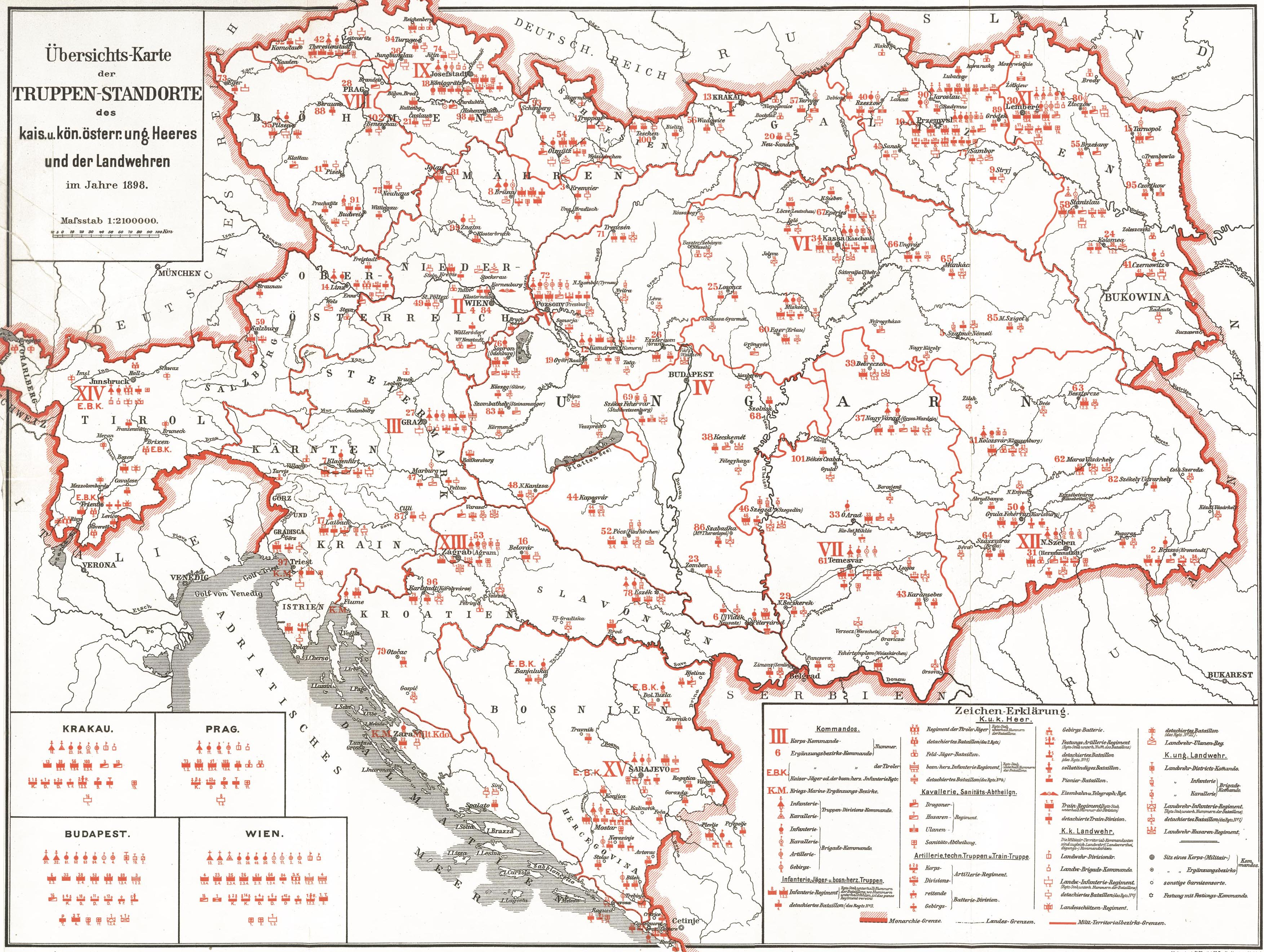
Garnisonskarte von 1898

Im Vielvölkerstaat Österreich-Ungarn waren im Gegensatz zu Ländern mit ethnischer Einheit (Deutschland/Frankreich) die Garnisonen der Armee nicht größtenteils entlang der Grenzen angelegt, sondern über das ganze Land verstreut. Dies, um mögliche Unruhen oder gar Aufstände unverzüglich im Keim ersticken zu können. Aus diesem Grunde wurden die einzelnen Einheiten in den meisten Fällen fernab der Heimat stationiert. Um mögliche Fraternisierungen mit der Bevölkerung zu unterbinden (was in Deutschland durchaus gefördert wurde – das IR 115 lag fast 300 Jahre in derselben Stadt) wurden die einzelnen Regimenter der gemeinsamen Armee in kurzen Abständen verlegt. Erst ab etwa 1912 ließ diese Praxis etwas nach. Auch war es Standard, die Regimenter (mit ganz wenigen Ausnahmen) nicht komplett in eine Stadt zu legen, sondern die einzelnen Bataillone zu verteilen, um eine größtmögliche Flächendeckung zu erreichen. (Fehlende, oder zu gering dimensionierte Kasernen trugen im Übrigen dazu bei.)
In weit geringerem Umfang betraf diese Praxis jedoch die Einheiten der k.k. Landwehr und der k.u. Honvéd (Király Honvédség). (Diese, nur aus drei statt vier Bataillonen bestehenden Regimenter waren oftmals auf einen Standort konzentriert.)
Angegeben ist nur der Standort des Regimentsstabes und/oder des Bataillonsstabes (bei der Kavallerie Divisionsstab). Es war durchaus gängige Praxis, einzelne Kompanien, Batterien oder Schwadronen in anderen Orten der jeweils näheren Umgebung unterzubringen. Hierzu wurden geeignete Liegenschaften (größere Gutshöfe, aufgelassene Klöster oder sonstige brauchbare Gebäude) verwendet (→ K.u.k. Husaren-Regiment „Friedrich Leopold von Preußen“ Nr. 2).
Somit erstreckte sich der Bogen der 281 Österreich-Ungarischen Stabsgarnisonen von Riva del Garda im äußersten Südwesten bis nach Nisko in Galizien und von Kotor in Montenegro bis nach Jägerndorf in Schlesien.

## Namensproblematik
Viele Städte, die einstmals zu Österreich-Ungarn (bzw. dem Königreich Ungarn) gehörten und die heute in Rumänien, Slowenien, Italien, Kroatien, Polen, Montenegro und anderen Ländern liegen, können unter ihrem deutschen, ungarischen oder dem landesüblichen Namen erscheinen. Die hier aufgeführten Garnisonen tragen jedoch an erster Stelle den damaligen offiziellen Namen der k.u.k. Militärverwaltung, auch wenn ein deutscher Name vorhanden war (Fiera di Primiero statt Primör).
Die großen Städte der österreichischen Reichshälfte führten, sofern vorhanden offiziell einen deutschen Namen (Krakau), ansonsten wurde durchaus der landesüblich Name verwendet (Czernowitz), wobei wiederum beachtet werden muss, dass die heutige Westukraine (Ruthenien) polnisch besiedelt war und sich die damaligen polnischen Namen von den heutigen gegebenenfalls unterscheiden. Die vormals zu Venetien gehörenden Orte (im heutigen Kroatien) behielten ihre italienischen Namen und wurden erst nach 1918 umbenannt (Spalato – Split). Die Städte der ungarischen Reichshälfte, auch die im heutigen Rumänien, Serbien oder der damals Oberungarn genannten Slowakei, führten vorrangig (mit ganz wenigen Ausnahmen) immer einen ungarischen Namen (Székelyudvarhely – Odorheiu Secuiesc).
Orte, die keinen Link bei Wikipedia haben, aber lokalisiert werden konnten, erhielten eine Zusatzinformation (in Klammer).
Die Bezeichnung Division (abgekürzt Div) bezieht sich bei der österreichisch-ungarischen Armee auf einen Verband in Bataillonsstärke (abgekürzt Baon). Die eigentliche Division heißt dagegen Truppendivision.
Die hier gemachten Angaben beziehen sich auf das Jahr 1914.

## A
| I. | II. | III.                                    |
| --- | --- | --------------------------------------- |
| Abrudbanya – (Abrud) - IV. Baon InfRgt 64 Ala - III. Baon k.k. Landesschtz Rgt I - 1. Komp Tiroler Jäger Rgt 3 Alt-Bunzlau – (Brandýs nad Labem-Stará Boleslav) - 1. Esk Dragoner Rgt 14 - Ersatzkader Dragoner Rgt 7 | Ampezzo – (Cortina d’Ampezzo) - III. Baon k.k. Landesschtz Rgt III Arad - Stab/II. Div Husaren Rgt 12 - Stab/I./II./III. Baon InfRgt 33 - III. Baon k.u. Honvéd InfRgt 2 - II. Div k.u. Honvéd Husaren Rgt 3 - Ersatzkader Husaren Rgt 3 - Ersatzkader InfRgt 33 - Ersatzkader Feldjäger Baon 28 | Avtovac – (Gacko) - III. Baon InfRgt 46 |

## B
| I. | II. | III. |
| --- | --- | --- |
| Baden - Garnisonsspital 27 Baja - II. Div k.u. Honvéd Husaren Rgt 8 Balassagyarmat - II. Div k.u. Honvéd Husaren Rgt 16 Banja Luka - II. Baon InfRgt 100 - 1 Komp/I. Baon InfRgt 93 - Ersatzkader Bosnisch-Herzegowinisches InfRgt 2 Baosic (Bucht von Kotor) - II. Baon k.k. Landwehr InfRgt 37 Békéscsaba - III. Baon InfRgt 101 - Ersatzkader InfRgt 101 Beneschau – (Benešov) - II. Baon InfRgt 102 - II. Baon k.k. Landwehr InfRgt 28 - Ersatzkader InfRgt 102 Beraun – (Beroun) - IV. Baon InfRgt 88 - Ersatzkader InfRgt 88 Beszterce – (Bistrița) - Stab/II./III./IV. Baon InfRgt 63 - II. Div k.u. Honvéd InfRgt 32 - Ersatzkader InfRgt 63 Beszterczebánya – Neusohl – (Banská Bystrica) - IV. Baon InfRgt 65 - Stab/I. Baon Honvéd InfRgt 16 Belovár – (Bjelovar) - IV. Baon InfRgt 16 - Stab/I./II. Baon InfRgt 97 Bielitz – (Bielsko-Biała) - II. Div. Ulanen Rgt 3 - I. Baon InfRgt 13 Bigliana (Biljana/Slowenien) - 1 Komp/I. Baon InfRgt 47 Bileca - 6. Gebirgs BrigadeBileca - I. Baon InfRgt 6 - III. Baon InfRgt 38 - IV. Baon InfRgt 44 - IV. Baon InfRgt 81 - 3./4. KanonenBttr Gebirgs Art Rgt 4 Bihać - I. Baon InfRgt 93 Bjelina – (Bijeljina) - I. Baon InfRgt 10 - IV. Baon InfRgt 20 - 2. Esk DragonerRgt 9 Bilin - I. Div Feldkanonen Rgt 26 Bilek - 4. Komp Festungs Art Btl 2 Bischofteinitz – (Horšovský Týn) - 1. Esk DragonerRgt 13 Bisenz – (Bzenec) - II. DivKdo/4., 5.Esk. Dragoner Rgt 12 Kaserne: 48° 58′ 17″ N, 17° 16′ 54″ O Beszterce – Bistritz – (Bistrița) - Stab/II./III./IV Baon InfRgt 63 | Belovár – (Bjelovar) - IV. Baon InfRgt 16 - Stab/I./II. Baon InfRgt 97 - Ersatzkader InfRgt 16 Bochnia - I. Baon InfRgt 57 - II. DivKdo/5./6. Esk Ulanen Rgt 2 Bohdaneč - 5. Esk Dragoner Rgt 1 Borgo – (Borgo Valsugana) - Feldjäger Baon 2 Botfalu-Szentpéter – (Bod) - 3. Esk Husaren Rgt 2 Bozen - 8. Infanterie-Truppendivision - 15. Infanterie-Brigade - Stab/II. Baon k.k. Tiroler Landesschtz Rgt II - Stab/I./II. Baon Tiroler Jäger Rgt 2 Brandeis – (Brandýs nad Labem-Stará Boleslav) - Stab/I. DivKdo/1./3. Esk Dragoner Rgt 14 Brassó – (Brașov) - Stab/II./III./IV Baon InfRgt 2 - Stab Husaren Rgt 2 - FeldKanonen Rgt 34 - Stab/I. Baon k.u. Honvéd InfRgt 24 - Ersatzkader InfRgt 2 Braunau am Inn - Feldjäger Baon 4 Brčko - I. Baon InfRgt 21 Bregenz - Stab/I. Baon InfRgt 59 - 2 Komp/III. Baon InfRgt 59 Brixen - Stab FestungsartillerieBaon 1 - Stab/3. GebKanBttr Gebirgs Art Rgt 8 - IV. Baon Tiroler JägerRgt 2 - Ersatzkader Tiroler JägerRgt 2 Brod a. d. Save – (Slavonski Brod) - Stab/I./IV. Baon InfRgt 52 - I. Baon InfRgt 78 Brody - Stab/II. Div DragonerRgt 9 Bruck an der Leitha - Bosnisch-Herzegowinisches Feldjäger Baon Bruck an der Mur - Feldjäger Baon 31 Bruneck - 122. Infanterie-Brigadestab - Stab/I./III. Baon InfRgt 36 - 2. GebKanBttr Gebirgs Art Rgt 8 Brünn – (Brno) - Stab/I. DivKdo/3.Esk. DragonerRgt 11 - Stab/I./II./IV. Baon InfRgt 8 - Stab/I./II. Baon InfRgt 49 - Stab/I./III. Baon k.k. Landwehr InfRgt 12 - Stab/I./III. Baon k.k. Landwehr InfRgt 14 - FeldkanonenRgt 5 - Garnisonspital 5 - Ersatzkader InfRgt 8 - Ersatzkader Feldjäger Baon 17 - Ersatzkader Feldjäger Baon 27 | Brunn am Gebirge - Stab 4. Infanterie-Truppendivision - Stab 8. Infanterie-Brigade Brüx – (Most) - Stab/I. DivKdo/1./4. Esk. Dragoner Rgt 1 - Ersatzkader DragonerRgt 1 Brzezany – (Bereschany) - I. Baon InfRgt 55 - Ersatzkader Ulanen Rgt 7 - Ersatzkader InfRgt 55 Budapest - Stab IV. Armeekorps - Stab I. k.u. Landwehr Distrikt - Stab 10. Kavallerie Truppendivision - Stab 31. Infanterie-Truppendivision - Stab 32. Infanterie-Truppendivision - Stab 41. k.u. Honvéd Infanterie-Truppendivision - Stab 5. k.u. Honvéd Kavallerie Truppendivision - Stab 19. k.u. Honvéd Kavalleriebrigade - Stab 61. Infanterie-Brigade - Stab 62. Infanterie-Brigade - Stab 63. Infanterie-Brigade - Stab 64. Infanterie-Brigade - Husaren Rgt 10 - Stab/I. Div Honvéd HusarenRgt 1 - Stab/II./III. Baon InfRgt 6 - Stab/I./II./III. Baon InfRgt 23 - III. Baon InfRgt 32 - Stab/I./IV. Baon InfRgt 70 - II. Baon InfRgt 86 - Stab/I./II. Baon Bosn.-Hercegow. InfRgt 3 - k.u. Honvéd InfRgt 1 - Stab/I./II. Baon k.u. Honvéd InfRgt 29 - Stab/I./II. Baon k.u. Honvéd InfRgt 30 - Feldkanonen Rgt 10 - Feldkanonen Rgt 12 - II. Div Festungs Art Rgt 6 - Feldhaubitz Rgt 4 - Reitende Art Div 4 - k.u. Honvéd Feldkanonen Rgt 1 - 5. + 6. Komp Festungs Art Rgt 6 - Train Div 4 - Pionier Baon 4 - Infanterie-Kadettenschule Budapest - Garnisonsspital 16 - Garnisonsspital 17 - k.u. Honvéd Garnisonsspital Budapest - Ersatzkader InfRgt 32 - Ersatzkader Feldjäger Baon 24 - Ersatzkader Honvéd Husaren Rgt 7 Budweis – (České Budějovice) - Stab 38. Infanterie-Brigade - Stab/II/III. Baon InfRgt 88 - IV. Baon InfRgt 91 - Stab/I./II. Baon k.k. Landwehr InfRgt 29 - Feldkanonen Rgt 24 - Ersatzkader InfRgt 90 |

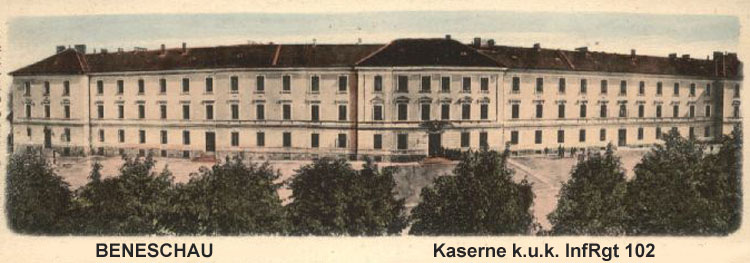
Kaserne in Beneschau (Das Gebäude war 2018 noch existent) Koordinate: 49° 46′ 38″ N, 14° 41′ 14″ O
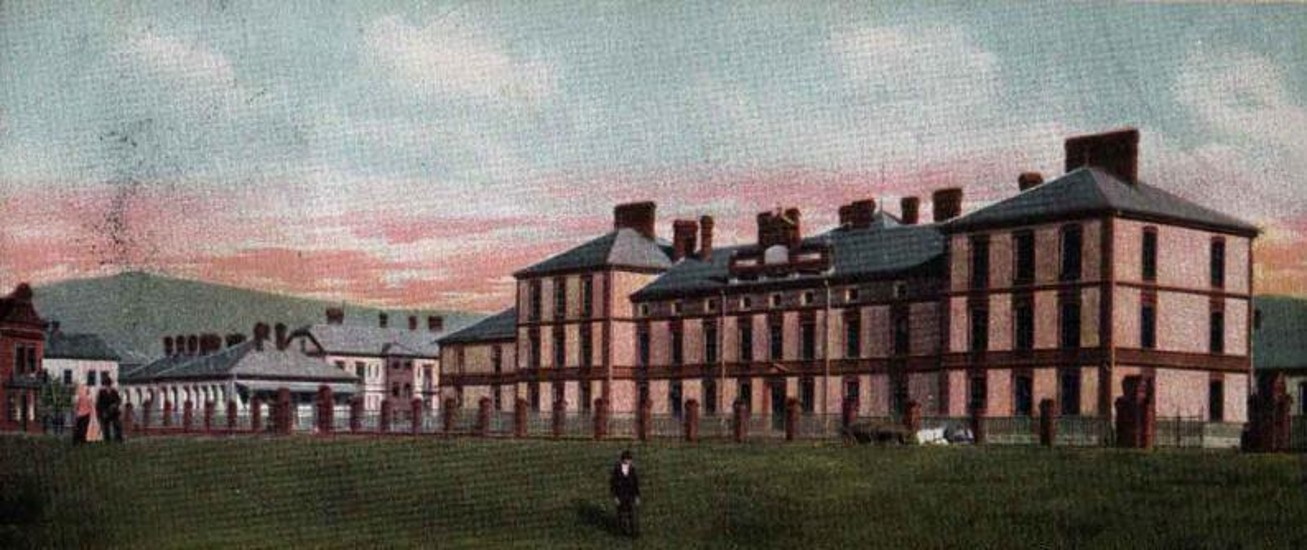
Ulanen Kaserne in Bielitz (2018 noch als Kaserne genutzt) Koordinate 49° 48′ 22″ N, 19° 2′ 46″ O
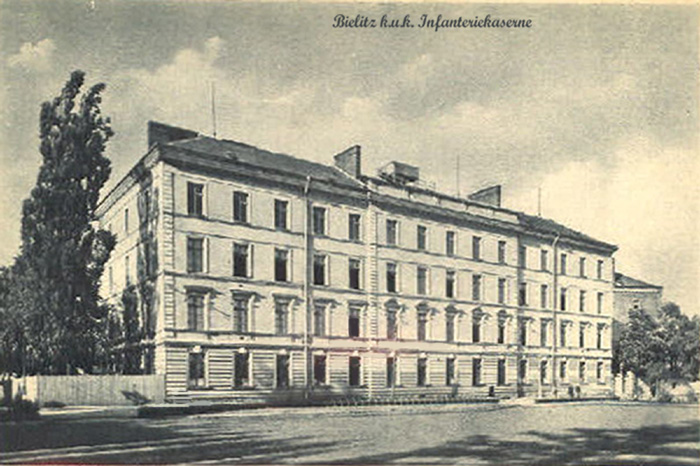
Infanterie-Kaserne in Bielitz (Heute Krankenhaus) Koordinate 49° 49′ 12″ N, 19° 1′ 42″ O
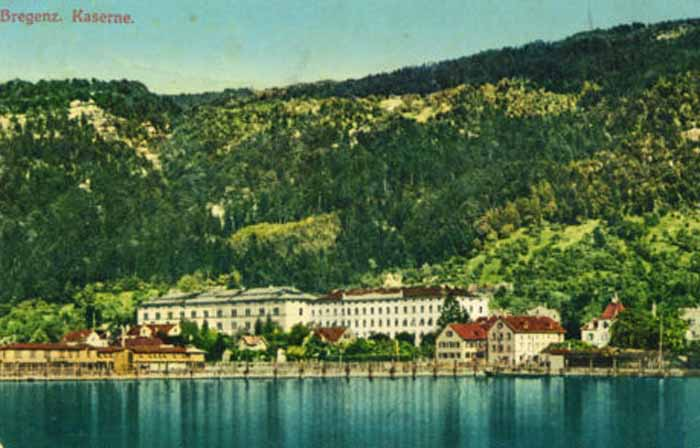
Kaserne des I. InfRgt 59 in Bregenz Koordinate 47° 30′ 30″ N, 9° 45′ 7″ O
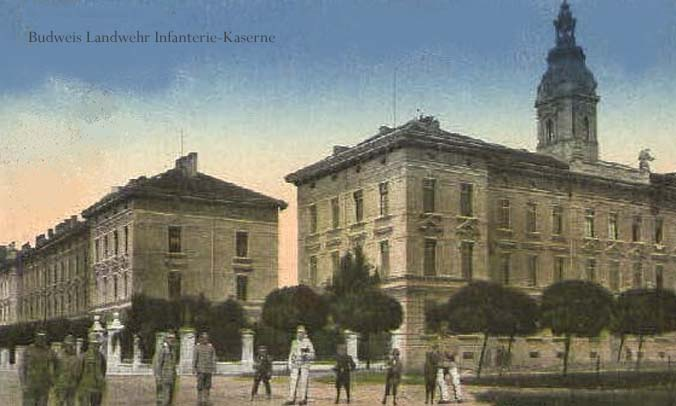
Landwehr Kaserne in Budweis (Gebäude 2014 noch existent, unter anderem Krankenhaus von Budweis – Boženy Němcové 252/5) Koordinate 48° 57′ 54″ N, 14° 28′ 17″ O

## C
| I. | II. | III. |
| --- | --- | --- |
| Capodistria - 1 Komp/Bosn.Herzegow. InfRgt 4 Čajniče - 2 Komp/IV. Baon InfRgt 25 Canale – Pergine Valsugana - Feldjäger Baon 7 Časlau – (Čáslav) - IV. Baon InfRgt 21 - k.k. Landwehr InfRgt 12 - k.k. Landwehr Garnisonsspital Časlau - Ersatzkader InfRgt 21 Castelnuovo – (Herceg Novi) - 47. Infanterie-Truppendivision - III. Baon InfRgt 69 - II. Baon Festungs Art Rgt 5 | Cattaro – Kotor - IV. Baon InfRgt 33 Cavalese - Feldjäger Baon 13 Chiesa di Lavarone - Stab/2.Komp Festungs Art Baon 6 Cegléd - II. Div Husaren Rgt 8 Cilli – (Celje) - I. Baon InfRgt 86 - II. k.k. Landwehr InfRgt 26 Cormòns - Feldjäger Baon 20 | Crkvice - I. Baon InfRgt 61 Čakovec – (Csáktornya) - II. Div Ulanen Rgt 12 Czortków – (Tschortkiw) - I. DivKdo/2./3. Esk Dragoner Rgt 2 - III. Baon InfRgt 95 Czernowitz - Stab 59. Infanterie-Brigade - Stab/I. Div Ulanen Rgt 8 - InfRgt 41 - Stab/I./II. Baon k.k. Landwehr InfRgt 22 - II. Div Feldkanonen Rgt 33 |

## D
| I. | II. | III. |
| --- | --- | --- |
| Debica - II. Div Ulanen Rgt 6 - II. Baon InfRgt 40 Debreczen - Stab 11. k.u. Honvéd Kavallerie Truppendivision - Stab/II. Div Husaren Rgt 7 - II. Baon InfRgt 39 - II. Baon InfRgt 61 - k.u. Honvéd InfRgt 3 - Stab/I. Div k.u. Honvéd HusarenRgt 2 - Ersatzkader HusarenRgt 16 - Ersatzkader InfRgt 39 | Derventa - 2. Komp/I. Baon InfRgt 3 Dés – (Dej) - Stab/I. Baon k.u. Honvéd InfRgt 32 Déva - II.Div k.u. Honvéd InfRgt 23 Doboj - I. Baon InfRgt 3 | Dobrzan – (Dobřany) - II. DivKdo/4./6. Esk. Dragoner Rgt 14 - Ersatzkader Dragoner Rgt 2 Domanovic - I. Baon InfRgt 51 |

## E
| I. | II. | III. |
| --- | --- | --- |
| Eger (Böhmen) – (Cheb) - IV. Baon InfRgt 73 - k.k. Landwehr InfRgt 6 - k.k. Landwehr Garnisonsspital Eger - Ersatzkader InfRgt 73 - Ersatzkader Feldjäger Baon 22 Eger (Ungarn) – Erlau - Stab/I./III./IV. Baon InfRgt 60 - II. Baon k.u. Honvéd InfRgt 10 - Ersatzkader InfRgt 60 Eisenstadt - k.k. Kadettenschule Eisenstadt Elbekosteletz - Artillerieverband (Einheit z.Zt. noch nicht festgestellt) | Enns - Stab + I. DivKdo + 2. + 3.Esk. Dragoner Rgt 4 Eperjes – (Prešov) - Stab 54. Infanterie-Brigade - Stab/I. Baon InfRgt 5 - IV. Baon InfRgt 67 - Feldkanonen Rgt 18 - Ersatzkader InfRgt 67 - Ersatzkader Feldjäger Baon 32 | Eszék – Esseg – (Osijek) - Stab 7. Infanterie-Truppendivision - Stab 13. Infanterie-Brigade - Stab 84. Honvéd Infanteriebrigade - Stab/II./III. Baon InfRgt 78 - k.u. Honvéd InfRgt 28 - Feldkanonen Rgt 38 - Sappeur Baon 13 Érsekujvár – (Nové Zámky) - II. Div k.u. Honvéd Husaren Rgt 7 Erzsébetváros - II. Baon k.u. Honvéd InfRgt 22 Esztergom – Gran - III. Baon InfRgt 26 - Stab/II./IV Baon InfRgt 76 - Ersatzkader InfRgt 26 |

## F
| I. | II. | III. |
| --- | --- | --- |
| Fehértemplom- Weißkirchen – (Bela Crkva) - Stab/I./III./IV. Baon InfRgt 43 - Feldkanonen Rgt 21 - schwere Haubitz Div 7 Feketebalom - 5. Esk Husaren Rgt 2 Fiera di Primiero – Primör - I. Baon k.k. Landesschützen Rgt III | Fiume – (Rijeka) - Stab 71. Infanterie-Brigade - Stab/I./III./IV. Baon InfRgt 79 Foča - Stab 8. Gebirgs Brigade - IV. Baon InfRgt 53 - IV. Baon InfRgt 58 - IV. Baon InfRgt 24 | Fogaras – Fogarasch – (Făgăraș) - III. Baon k.u. Honvéd InfRgt 23 Fojnica - 1 Kp/III. Baon InfRgt 46 Franzensfeste - 12. Kp/InfRgt 36 - 4.Kp/Festungs Art Baon 1 |

## G
| I. | II. | III. |
| --- | --- | --- |
| Gat - 1 Kp/III. Baon InfRgt 46 Göding - II. Div/1.Esk. Dragoner Rgt 11 Gorazde - IV. Baon InfRgt 25 - II. Baon InfRgt 66 Goszpics – (Gospic) - III. Baon k.u. Honvéd InfRgt 26 Gradiška – (Bosanska Gradiška) - Feldjäger Baon 11 Gravosa – (Gruž) - Stab/I./III. Baon k.k. Landwehr InfRgt 37 | Graz - Stab III. Armeekorps - Stab 6. Infanterie-Truppendivision - Stab 11. Infanterie-Brigade - I. DivKdo/1./2. Esk HusarenRgt 16 - Stab/I./III./IV. Baon InfRgt 7 - III. Baon InfRgt 27 - Stab/I./II./IV. Baon Bosn.-Hercegow. InfRgt 2 - Stab/I./III. k.k. Landwehr InfRgt 3 - k.k. Landwehr Feldhaubitz Div 22 - k.k. Landwehr Feldkanonen Div 22 - Train Div 3 - Garnisonsspital 7 - k.k. Landwehr Garnisonsspital Graz - Ersatzkader FeldjägerBaon 9 Gradiška - FeldjägerBaon 11 Grodek Jagiellonski – (Horodok (Lwiw)) - II.DivKdo/5./6.Esk. Dragoner Rgt 6 - IV. Baon InfRgt 89 - Ersatzkader Ulanen Rgt 3 - Ersatzkader InfRgt 89 Groß-Enzersdorf - I. DivKdo/1./3. Esk Dragoner Rgt 3 | Görz – Gorica – (Gorizia) - Stab 56. Infanterie-Brigade - Stab/I. DivKdo/1./3.Esk. Dragoner Rgt 5 - Stab/II./IV. Baon InfRgt 47 - II. Baon k.k. Landwehr InfRgt 27 - Feldkanonen Rgt 8 - Festungs Art Baon 10 - Sappeur Baon 3 - 1. Komp Pionier Baon 3 - Ersatzkader InfRgt 27 Győr – Raab - Stab 65. Infanterie-Brigade - I. DivKdo/1./2. Esk Husaren Rgt 5 - III. Baon InfRgt 19 - Stab/I./II./IV. Baon InfRgt 26 - Ersatzkader InfRgt 19 - Ersatzkader Feldjäger Baon 11 Gyöngyös - Stab/I. Div Husaren Rgt 15 - Ersatzkader Husaren Rgt 6 Gyula - Stab/I./II. Baon k.u. Honvéd InfRgt 2 Gyulafehervar – Karlsburg – (Alba Iulia) - Stab 69. Infanterie-Brigade - Stab/I./II./III. Baon InfRgt 50 - Sappeur Baon 12 - Ersatzkader InfRgt 50 |

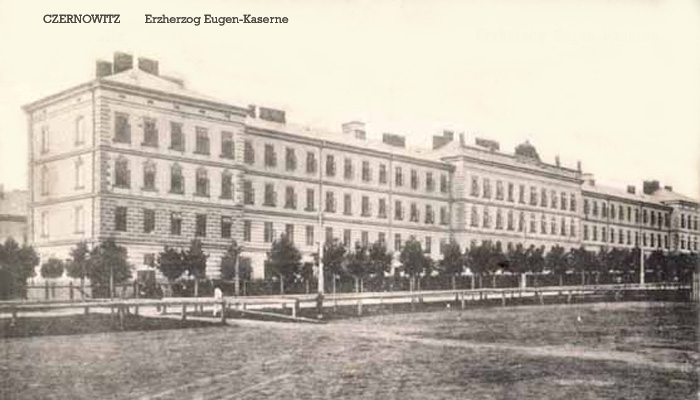
Erzherzog-Eugen-Kaserne in Tschernowitz (Gebäude 2015 noch existent) Koordinate 48° 16′ 50″ N, 25° 55′ 57″ O
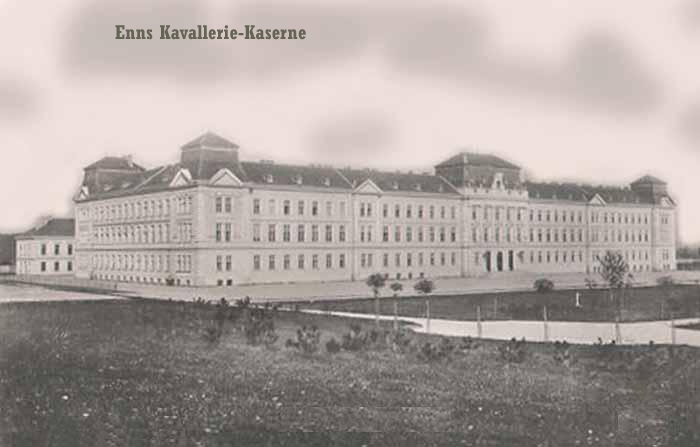
k.k. Kavallerie-Kaserne in Enns (Gebäude 2018 noch existent) Koordinate 48° 12′ 34″ N, 14° 28′ 44″ O
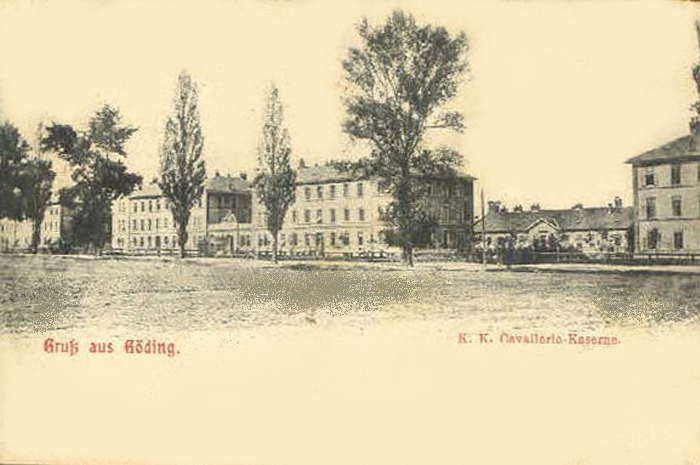
k.k. Kavallerie-Kaserne in Göding (Gebäude 2015 noch existent) Koordinate: 48° 51′ 38″ N, 17° 7′ 14″ O
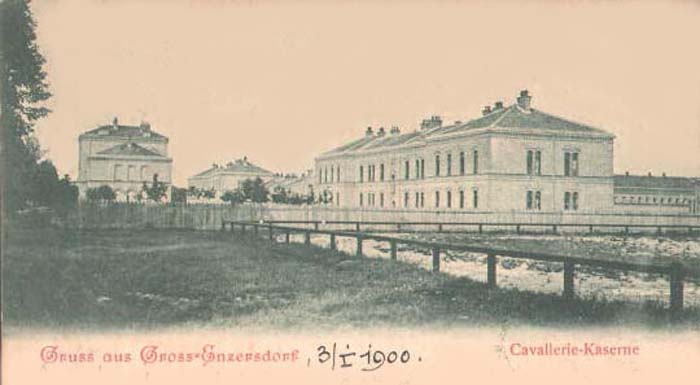
Kavallerie-Kaserne in Groß-Enzersdorf (Gebäude 2018 noch existent) Koordinate: 48° 11′ 30″ N, 16° 32′ 39″ O
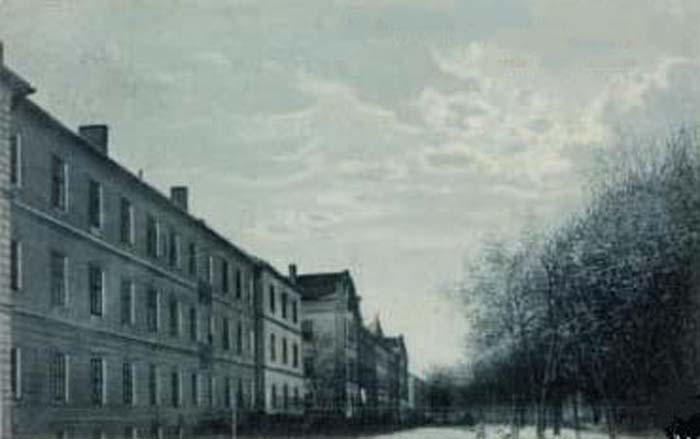
Franz-Josef-Kaserne in Fehertemplom (2018 noch existent – die Kaserne ist aufgegeben und steht leer) Koordinate: 44° 53′ 39″ N, 21° 24′ 59″ O
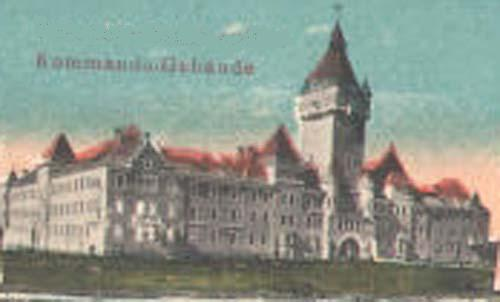
Artillerieschule Kommandogebäude (Gebäude 2015 noch existent – steht aber leer und verfällt) Koordinate 47° 8′ 54″ N, 18° 1′ 33″ O

## H
| I. | II. | III. |
| --- | --- | --- |
| Haidenschaft – (Ajdovščina) - Festungs Art Baon 8 Hajmáskér - Artillerie-Schießschule - Feldkanonen Rgt 11 - schwere Haubitz Div 4 - k.u. Honvéd Feldkanonen Rgt 7 | Hall in Tirol - I. Baon Tiroler Jäger Rgt 4 - Feldjäger Baon Nr. 27 - Ersatzkader Tiroler Jäger Rgt 4 Hermagor – (Hermagor-Pressegger See) - I. + II. Baon k.k. Landwehr InfRgt 4 | Hohenmauth – Vysoké Mýto - IV. Baon InfRgt 98 - k.k. Landwehr InfRgt 30 - k.k. Landwehr Ulanen Rgt 2 - k.k. Landwehr Garnisonsspital Hermagor - Ersatzkader InfRgt 98 Höltövény – Heldsdorf – (Hălchiu) - 1. Esk HusarenRgt 2 Hruszow (Ukraine) - I.DivKdo/1./3.Esk. Dragoner Rgt 6 |

## I
| I. | II.                                                                                            | III. |
| --- | ---------------------------------------------------------------------------------------------- | --- |
| Iglau – (Jihlava) - Stab/I./II./III. Baon InfRgt 81 - II. Baon k.k. Landwehr InfRgt 14 - Ersatzkader InfRgt 81 Igló – (Spišská Nová Ves) - III. Baon k.u. Honvéd InfRgt 9 | Innichen - Stab/IV. Baon Tiroler Landesschtz Rgt III Indjija – (Inđija) - 4. Esk Husaren Rgt 9 | Innsbruck - Stab XIV. Armeekorps - Stab 5. Infanterie-Brigade - Stab/III. Baon InfRgt 28 - II. Baon InfRgt 59 - III. Baon Tiroler Jäger Rgt 1 - Feldhaubitz Rgt 14 - Feldjäger Baon 12 - Train Div 14 - Infanterie-Kadettenschule Innsbruck - Garnisonsspital 10 - Ersatzkader Tiroler Jäger Rgt 1 |

## J
| I. | II. | III. |
| --- | --- | --- |
| Jablanica - 1 Komp/IV. Baon InfRgt 4 Jaice - 2 Komp/II. Baon InfRgt 57 Janja - 1 Komp/I. Baon InfRgt 10 Jaroslau – Jarosław - Stab 6. Kavallerie Truppendivision - Stab 3.Infanterie-Truppendivision - Stab 4.Infanterie-Brigade - Stab/I. Div/6. Esk Dragoner Rgt 8 - Stab/I./III. Baon InfRgt 89 - Stab/II./III. Baon InfRgt 90 - k.k. Landwehr InfRgt 34 - Feldkanonen Rgt 29 - Reitende Art Div 10 - Ersatzkader InfRgt 89 | Jászberény - III. Baon k.u. Honvéd InfRgt 29 Jaworów – (Jaworiw) - 2. Esk DragonerRgt 6 Jägerndorf – (Krnov) - II. Baon InfRgt 54 Jicin – (Jičín) - IV. Baon InfRgt 74 - Stab/I./II. Baon k.k. Landwehr InfRgt 11 - Ersatzkader InfRgt 74 Jermer – (Josefov (Jaroměř)) - III. Baon k.k. Landwehr InfRgt 11 | Josefov – (Josefov (Jaroměř)) - Stab 10. Infanterie-Truppendivision - Stab 19. Infanterie-Brigade - I. Baon InfRgt 94 - Stab/II./III. Baon InfRgt 98 - Feldkanonen Rgt 25 - Feldhaubitz Rgt 9 - Train Div 9 - 3. Esk. Dragoner Rgt 1 - Garnisonspital 12 Jólsva – (Jelšava) - III. Baon k.u. Honvéd InfRgt 16 Judenburg - Feldjäger Baon 17 Jungbunzlau – (Mladá Boleslav) - IV. Baon InfRgt 36 - Stab/I./II. Baon k.k. Landwehr InfRgt 10 - Ersatzkader InfRgt 36 - Ersatzkader Feldjäger Baon 17 |

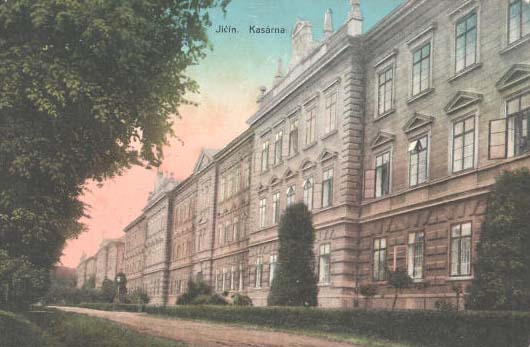
Infanterie-Kaserne in Jitschin (Gebäude 2009 noch existent, inzwischen abgebrochen) Koordinate 50° 26′ 28″ N, 15° 21′ 40″ O
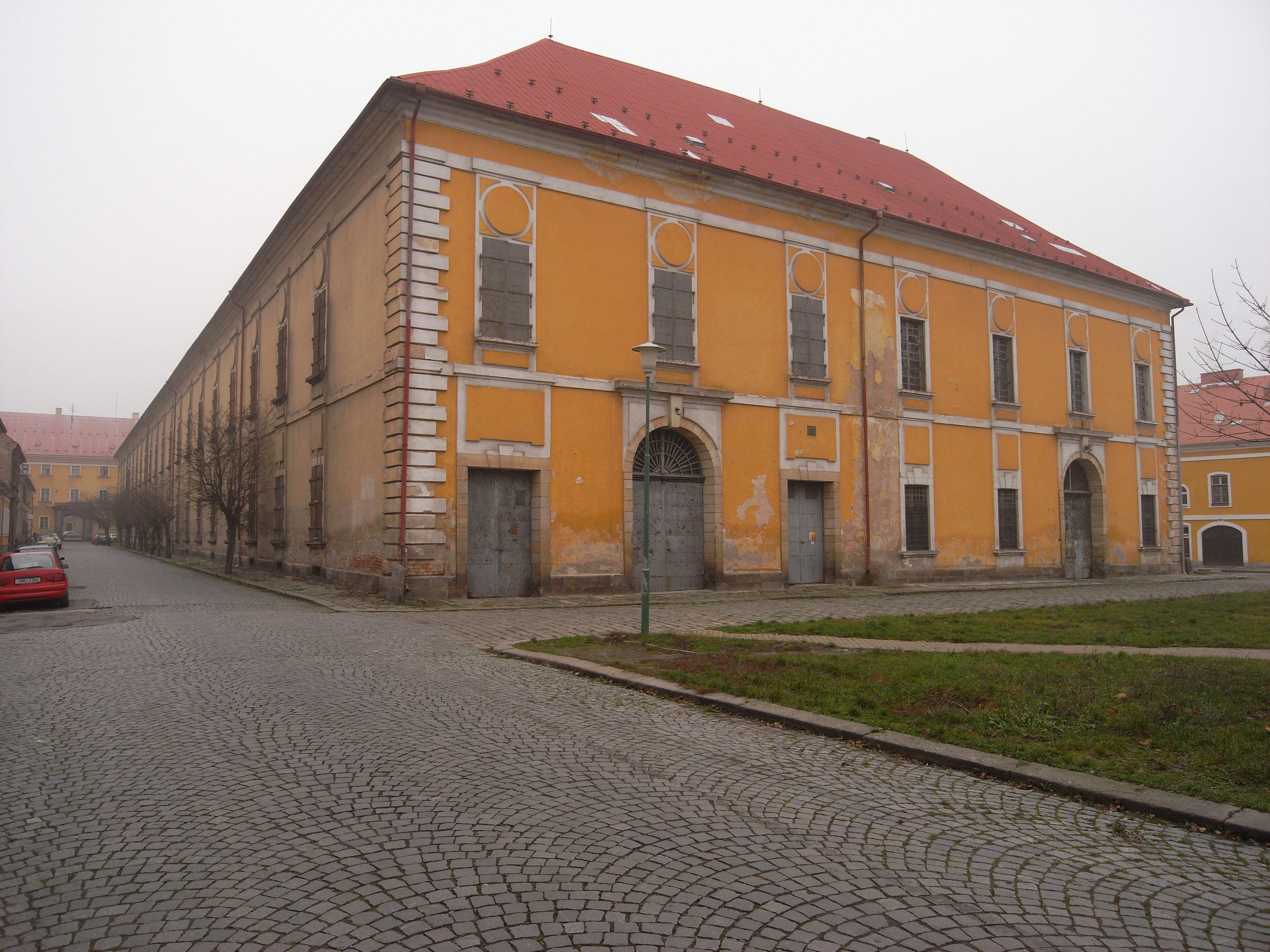
ehem. Artillerie Zeughaus in Josefstadt (2015 noch existent) Koordinate 50° 20′ 22″ N, 15° 55′ 40″ O
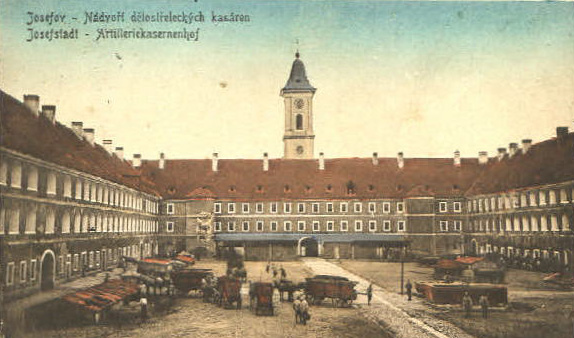
Artillerie-Kaserne in Josefstadt(Gebäude 2015 noch existent) Koordinate 50° 20′ 23″ N, 15° 55′ 58″ O
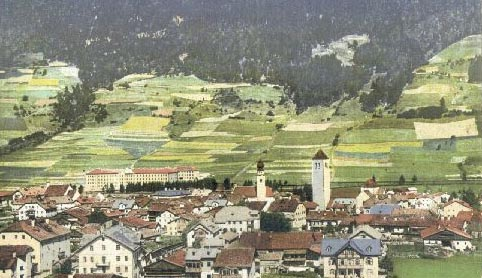
Landesschützenkaserne in Innichen (Gebäude 2015 noch existent) Koordinate 46° 44′ 9″ N, 12° 16′ 46″ O
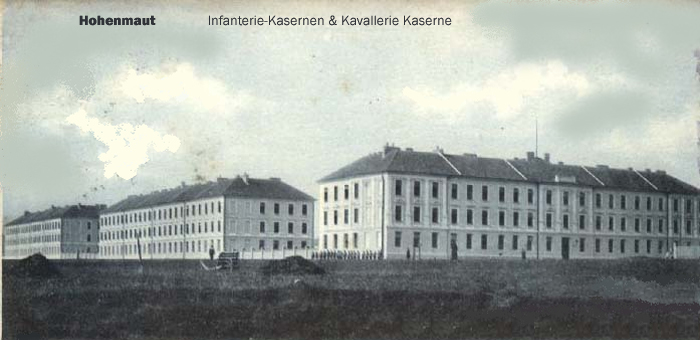
Kasernen in Hohenmauth (Gebäude 2015 noch existent) Koordinate 49° 56′ 57″ N, 16° 9′ 23″ O
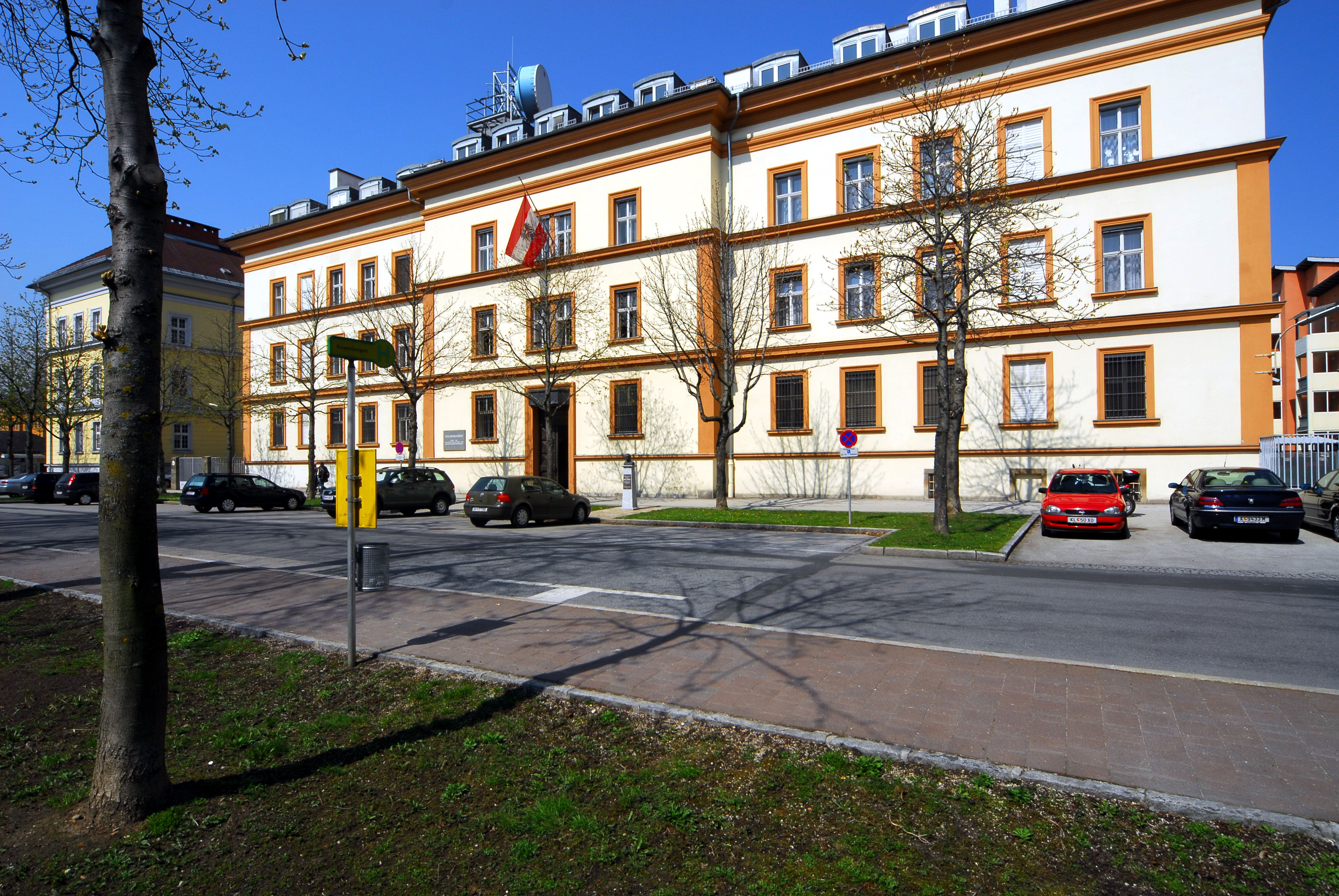
ehem. Husaren-Kaserne in Klagenfurt Koordinate: 46° 37′ 19″ N, 14° 19′ 5″ O

## K
| I. | II. | III. |
| --- | --- | --- |
| Kaaden – (Kadaň) - I. Baon InfRgt 42 Kalinovik - III. Baon InfRgt 35 - II. Baon InfRgt 92 Kamenica - Infanterie-Kadettenschule Kamenica Kamionka Strumiłowa – (Kamjanka-Buska) - I. Div Dragoner Rgt 9 Kaposvár - III. Baon InfRgt 44 - III. Baon k.u. Honvéd InfRgt 17 - III. Baon k.u. Honvéd InfRgt 19 - Ersatzkader InfRgt 44 Karánsebes – (Caransebeș) - II. Baon InfRgt 43 - Ersatzkader InfRgt 43 Karfreit – Caporetto – Kobarid - IV. Baon InfRgt 19 Károlyváros – Karlstadt – Karlovac - IV. Baon InfRgt 96 - IV. Baon InfRgt 97 - Stab, I., II. Baon k.u. Honvéd InfRgt 26 - Infanterie-Kadettenschule Károlyváros - Ersatzkader InfRgt 95 Kassa – Kaschau – Košice - Stab VI. Armeekorps - Stab III. k.u. Landwehr Distrikt - Stab 27. Infanterie-Truppendivision - Stab 53. Infanterie-Brigade - Stab 27. k.u. Infanteriebrigade - Stab/I./III./IV. Baon InfRgt 34 - I. Baon InfRgt 66 - Stab/I./II. Baon k.u. Honvéd InfRgt 9 - Stab/I. Div k.u. Honvéd Husaren Rgt 5 - 4. Esk HusarenRgt 14 - FeldHaubitz Rgt 6 - schwere Haubitz Div 6 - schwere Haubitz Div 5 - k.u. Honvéd Feldkanonen Rgt 3 - Train Div 6 - Garnisonsspital 20 - Ersatzkader InfRgt 34 - Ersatzkader Husaren Rgt 12 Kecskemét - Stab + I. Div HusarenRgt 8 - IV. Baon InfRgt 38 - II. Div k.u. Honvéd Husaren Rgt 4 - Ersatzkader InfRgt 38 - Ersatzkader Husaren Rgt 13 Keresztényfalva – Cristian (Brașov) - 6. Esk HusarenRgt 2 Keszthely - II. Div k.u. Honvéd Husaren Rgt 6 Kevevára – Kubin – Kovin - Feldjäger Baon 28 Kézdivásárhely – Târgu Secuiesc - III. k.u. Honvéd InfRgt 24 | Kiskunfélegyháza - III. Baon k.u. Honvéd InfRgt 30 Kisszeben – Zeben – Sabinov - IV. Baon InfRgt 5 Kisszentmiklós – Klein St. Nikolaus - Reitende Art Div 7 Klagenfurt - Stab 12. Infanterie-Brigade - Stab/II. DivKdo/6. Esk. Husaren Rgt 6 - II. Baon InfRgt 7 - Stab/II./III./IV. Baon InfRgt 17 - Stab/III. Baon k.k. LandwehrInfRgt 4 - Feldkanonen Rgt 9 - Feldjäger Baon 19 - k.k. Landwehr Garnisonsspital Klagenfurt - Ersatzkader InfRgt 7 - Ersatzkader Feldjäger Baon 9 Klattau – (Klatovy) - Stab/II. Div Dragoner Rgt 13 Klosterneuburg - Pionier Baon 8 Kobiezsyn - 3./4./5. Dragoner Rgt 10 Kolbuszowa - 6. Esk Husaren Rgt 11 Kolozsvár – Klausenburg – (Cluj-Napoca) - Stab V. k.u. Landwehr Distrikt - Stab 35. Infanterie-Truppendivision - Stab 70. Infanterie-Brigade - Stab 75. k.u. Honvéd Infanteriebrigade - IV. Baon InfRgt 51 - Stab/II./III. Baon InfRgt 62 - Stab/I./III. Baon k.u. Honvéd InfRgt 21 - Feldkanonen Rgt 35 - Ersatzkader InfRgt 51 Kolomea – (Kolomyja) - II. Div DragonerRgt 7 - I. Baon InfRgt 24 - k.k. Landwehr InfRgt 36 - Ersatzkader IR 24 Komárom – Komorn - Stab 33. Infanterie-Truppendivision - Stab 66. Infanterie-Brigade - Stab/II. Div/3. Esk. Husaren Rgt 5 - III. Baon InfRgt 12 - Stab/II./IV. Baon InfRgt 83 - Stab Festgs Art Rgt 6 - Feldkanonen Rgt 15 - schwere Haubitz Div 5 - Reitende Art Div 5 - Sappeur Baon 5 - Garnisonsspital 18 - Ersatzkader InfRgt 12 - Ersatzkader Feldjäger Baon 19 - Ersatzkader Husaren Rgt 5 Komotau – (Chomutov) - I. Baon InfRgt 92 - III. Baon k.k. Landwehr InfRgt 9 - Ersatzkader InfRgt 92 Konjic - IV. Baon InfRgt 4 | Königgrätz – (Hradec Králové) - Stab 20. Infanterie-Brigade - Stab/I./III./IV. Baon InfRgt 18 - Feldkanonen Rgt 27 - Ersatzkader InfRgt 18 - Ersatzkader Feldjäger Baon 2 Korneuburg - III. Baon TelegraphenRgt - Eisenbahn Rgt - Kraftfahrabteilung Körmend - III. Baon k.u. Honvéd InfRgt 20 Köszeg – Güns - III. Baon InfRgt 83 - III. k.u. Honvéd InfRgt 18 Kötschach - FeldjägerBaon 9 Krakau - Stab I. Armeekorps - Stab 7. Kavallerie Truppendivision - Stab 12. Infanterie-Truppendivision - Stab 23. Infanterie-Brigade - Stab 24. Infanterie-Brigade - Stab DragonerRgt 10 - Stab/I. Div Ulanen Rgt 3 - Stab/II./III. Baon InfRgt 1 - IV. Baon InfRgt 13 - Stab/I./II. Baon InfRgt 20 - Stab/I./II./IV. Baon InfRgt 56 - Stab/II./IV. Baon InfRgt 93 - Stab/I./IV. Baon InfRgt 100 - Festungs Art Rgt 2 - k.k. Landwehr InfRgt 16 - Feldkanonen Rgt 1 - Feldkanonen Rgt 3 - Feldhaubitz Rgt 1 - schwere Haubitz Div 1 - Reitende Art Div 1 - Sappeur Baon 1 - Train Div 1 - Garnisonsspital 15 - k.k. Landwehr Garnisonsspital Krakau - Ersatzkader InfRgt 13 - Ersatzkader Feldjäger Baon 13 - Ersatzkader Ulanen Rgt 1 Krakowice - 5. Esk HusarenRgt 11 Krbljina - 1 Komp/II. Baon InfRgt 92 Krems - Stab/II./III. Baon InfRgt 84 - Brücken Baon 1 - Sappeur Baon 2 Kremsier - IV. Baon InfRgt 3 - k.k. Landwehr InfRgt 25 - k.k. Landwehr Garnisonsspital Kremsier - Ersatzkader InfRgt 3 Kupari - 1. Esk Reitende Dalmatiner Landesschtz Div Kuttenberg - Stab + III. + IV. Baon InfRgt 21 |

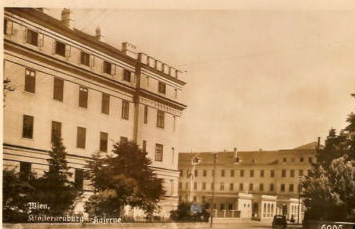
Pionier-Kaserne Klosterneuburg (1990 abgebrochen) Koordinate: 48° 17′ 51″ N, 16° 20′ 22″ O
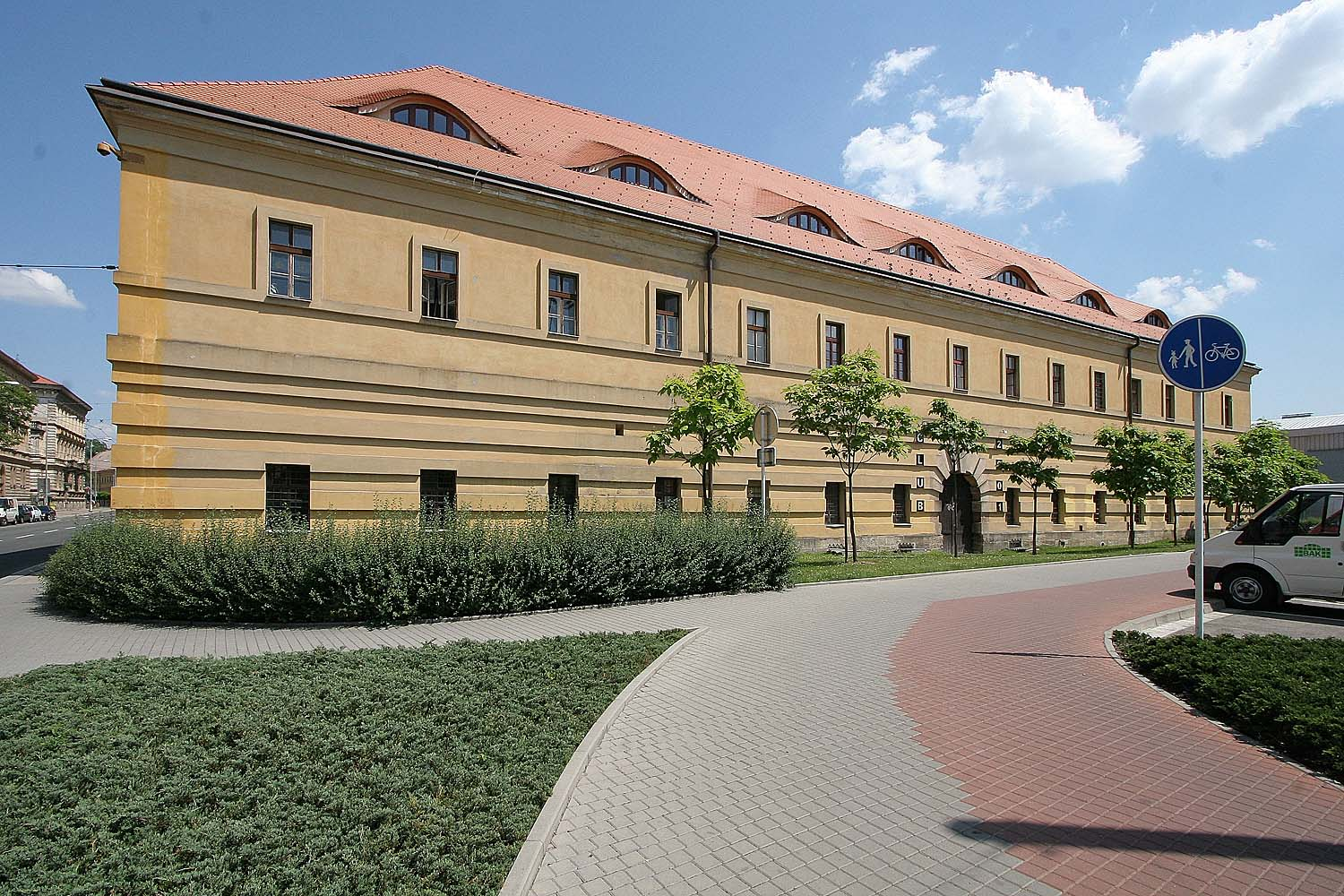
ehem. 27er Artillerie-Kaserne Königgrätz (Gebäude 2015 noch existent) Koordinate 50° 12′ 26″ N, 15° 49′ 53″ O
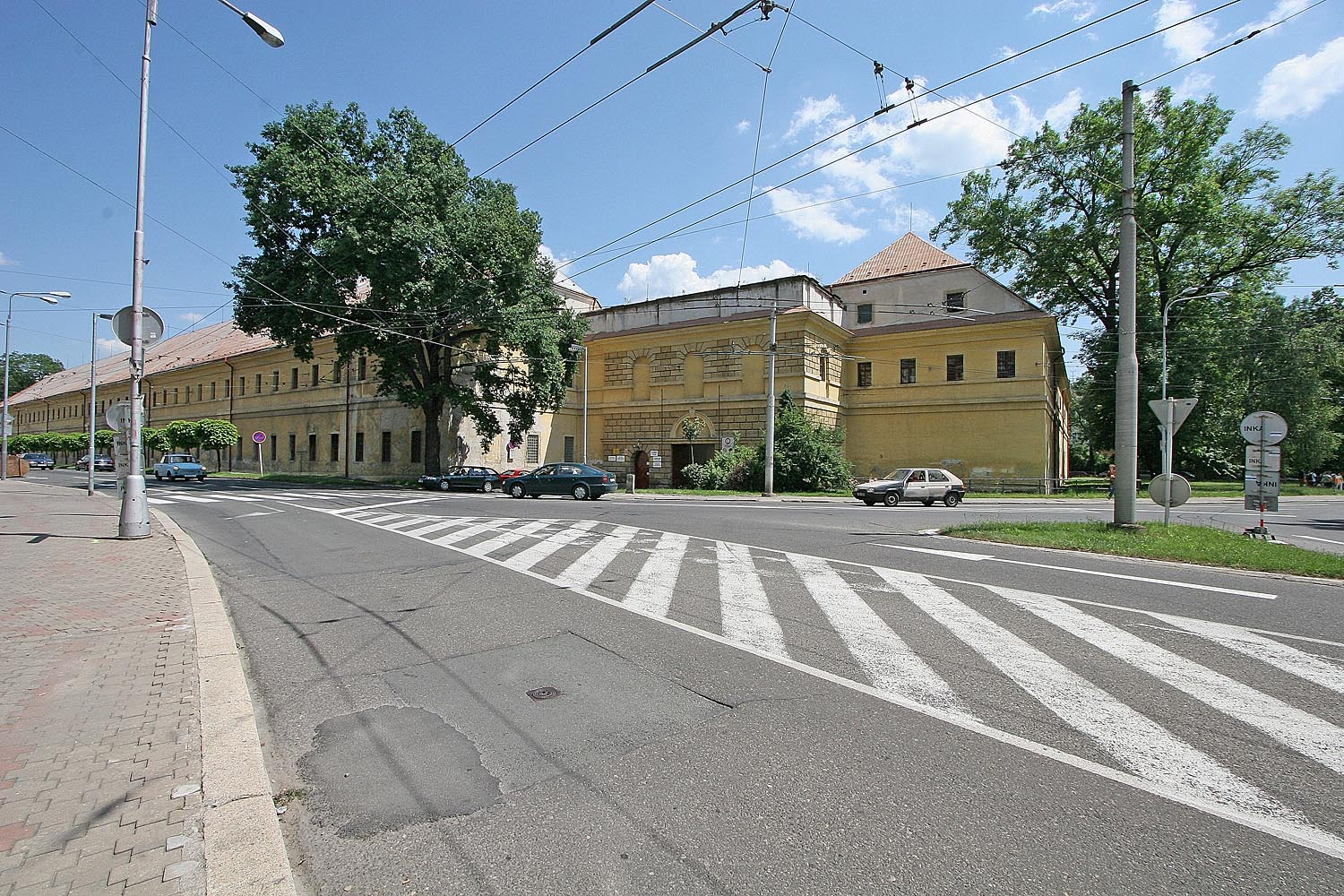
Infanterie-Kaserne Königgrätz (Gebäude 2015 noch existent) Koordinate 50° 12′ 27″ N, 15° 50′ 2″ O
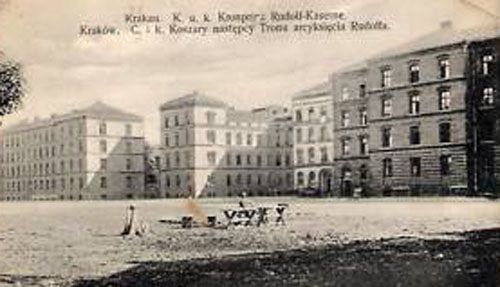
Erzherzog Rudolf Kaserne Krakau (Gebäude 2015 noch existent – Universität) Koordinate: 50° 4′ 18″ N, 19° 56′ 36″ O
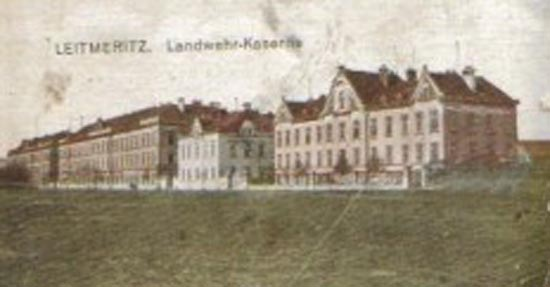
Landwehr-Kaserne mit Artillerie-Kaserne in Leitmeritz (Kamýcká 29) (Gebäude 2015 noch existent) Koordinate: 50° 32′ 5″ N, 14° 8′ 49″ O (Gebäude noch existent)
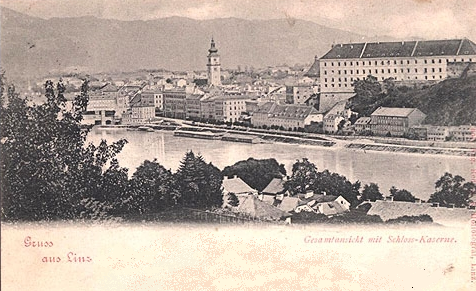
Schloss-Kaserne in Linz Koordinate: 48° 18′ 20″ N, 14° 16′ 55″ O

## L
| I. | II. | III. |
| --- | --- | --- |
| Laibach – Ljubljana - Stab 28. Infanterie-Truppendivision - I. Baon InfRgt 17 - Stab/I./II./IV. Baon InfRgt 27 - Stab/I./III. Baon LwInfRgt 27 - III. Baon k.k. Landwehr InfRgt 31 - Feldkanonen Rgt 7 - 2.Esk. Dragoner Rgt 5 - Garnisonsspital 8 - Ersatzkader InfRgt 17 - Ersatzkader Feldjäger Baon 7 Lancut – (Łańcut) - Stab/I. Div HusarenRgt 11 Lardaro - 3./4. Komp Festungs Art Baon 7 Latsch - 1 Komp/I. Baon InfRgt 28 Leitmeritz – (Litoměřice) - Stab IX. Armeekorps - Stab/I./II. Baon Landwehr InfRgt 9 - k.k. Landwehr Feldhaubitz Div 26 - k.k. Landwehr Garnisonsspital Leitmeritz Leoben - II. Baon k.k. Landwehr InfRgt 3 Léva – (Levice) - II. Baon k.u. Honvéd InfRgt 14 Levico – (Levico Terme) - Feldjäger Baon 16 Liebenau - Infanterie-Kadettenschule Liebenau Lienz - Feldjäger Baon 1 - 1.Bttr/Gebirgs Art Rgt 8 | Linz - Stab 3. Infanterie-Truppendivision - InfRgt 14 - k.k. Landwehr InfRgt 2 - k.k. Landwehr Feldkanonen Div 44 - k.k. Landwehr Feldhaubitz Div 44 - Feldkanonen Rgt 40 - Pionier Baon 2 - Garnisonsspital 4 - Ersatzkader InfRgt 14 Ljubuški - 1 Komp/I. Baon InfRgt 51 Łańcut - Stab/I. Div Husaren Rgt 11 Losoncz – (Lučenec) - Stab/I./II./III. Baon InfRgt 25 - Feldkanonen Rgt 16 - Ersatzkader InfRgt 16 - Ersatzkader Feldjäger Baon 29 Löcse – Leutschau – (Levoča) - Stab + I. + IV. Baon InfRgt 85 Lubaczów - IV. Baon InfRgt 90 Lugos – (Lugoj) - Stab 46. k.u. Honvéd Infanteriebrigade - Stab/I./II. Baon Honvéd InfRgt 8 - Honvéd Feldkanonen Rgt 8 - Ersatzkader Husaren Rgt 4 Lusin - 4.Komp/FestungsartillerieRgt 4 Luštica - III. Baon FestungsArtRgt 5 | Lemberg – (Lwiw) - Stab XI. Armeekorps - Stab 4. Kavallerie Truppendivision - Stab 11. Infanterie-Truppendivision - Stab 30. Infanterie-Truppendivision - Stab 21. Infanterie-Brigade - Stab 22. Infanterie-Brigade - Stab 60. Infanterie-Brigade - Stab/I. Div Ulanen Rgt 1 - 6.Esk. DragonerRgt 15 - II. Baon InfRgt 15 - Stab/II./III. Baon InfRgt 24 - Stab/I./II./III. Baon InfRgt 30 - Stab/II./IV. Baon InfRgt 55 - Stab/I./III. Baon InfRgt 80 - Stab/I./IV. Baon InfRgt 95 - Stab/I. Esk Ulanen Rgt 1 - k.k. Landwehr InfRgt 19 - k.k. Landwehr Ulanen Rgt 1 - k.k. Landwehr Feldkanonen Div 43 - k.k. Landwehr Feldhaubitz Div 43 - Feldkanonen Rgt 32 - Feldhaubitz Rgt 11 - schwere Haubitz Div 11 - RtdArtDiv 11 - FestungsartillerieBaon 9 - SappeurBaon 11 - TrainDiv 11 - Garnisonsspital 14 - Ersatzkader Ulanen Rgt 4 - Ersatzkader InfRgt 30 - Ersatzkader Feldjäger Baon 18 |

## M
| I. | II. | III. |
| --- | --- | --- |
| Malborgeth – (Malborghetto Valbruna) - 1. Komp/FestungsartillerieBaon 4 Malè - IV. Baon InfRgt 28 - Stab Festungs Art Baon 7 Máramarossziget – (Sighetu Marmației) - II. Baon InfRgt 85 - II. Baon K.u. Honvéd InfRgt 12 - Ersatzkader InfRgt 85 Marburg – (Maribor) - Stab + 3. Esk Husarenrgt 16 - 4.Esk. DragonerRgt 5 - III. Baon InfRgt 47 - Stab/I./III. Baon k.k. Landwehr InfRgt 26 - Feldhaubitz Rgt 3 - Pionier Baon 5 - Pionier Baon 15 - Ersatzkader InfRgt 47 - Ersatzkader Dragoner Rgt 5 Marosvásárhely – Neumarkt am Mieresch – (Târgu Mureș) - Stab/II./III. Baon InfRgt 51 - IV. Baon InfRgt 62 - Stab/I./III. k.u. Honvéd InfRgt 22 - Stab/I. Div k.u. Honvéd Husaren Rgt 9 - k.u. Honvéd Feldkanonen Rgt 5 - Ersatzkader InfRgt 62 - Ersatzkader Feldjäger Baon 23 | Mährisch-Schönberg – (Šumperk) - II. Baon InfRgt 93 - III. Baon k.k. Landwehr InfRgt 13 - Ersatzkader InfRgt 93 Mährisch-Weißkirchen – (Hranice na Moravě) - Kavallerie-Kadettenschule - III. Baon k.k. Landwehr InfRgt 15 Melk - Pionier Baon 9 Meran - I. Baon Tiroler LandesschtzRgt II - III. Baon Tiroler JägerRgt 2 - 4. Battr Gebirgs Art Rgt 4 Mezzocorona - I. Baon Tiroler JägerRgt 4 Mezzolombardo - FeldjägerBaon 14 Mies – (Stříbro) - I. DivKdo/2. Esk. DragonerRgt 13 Miskolc - Stab 15. Infanterie-Truppendivision - Stab 30. Infanterie-Brigade - Stab 78. k.u. Honvéd Infanteriebrigade - 2. Div Husaren Rgt 15 - Stab/I./III. Baon InfRgt 65 - Stab/I. Baon Honvéd InfRgt 10 - FeldkanonenRgt 17 | Mitrovitz – (Sremska Mitrovica) - Stab/5. Esk. Husaren Rgt 9 - FeldjägerBaon 21 Monfalcone - FeldjägerBaon 29 Mosty Wielkie – (Welyki Mosty) - II. Div Ulanen Rgt 1 - III. Baon InfRgt 55 Mostar - Stab 18. Infanterie-Truppendivision - Stab 1. Gebirgs Brigade - Stab 13. Gebirgs Brigade - Stab/II./III./IV. Baon InfRgt 22 - 1. Esk Ulanen Rgt 5 - I. Baon InfRgt 63 - I. Baon InfRgt 102 - III. Baon Bosn.-Hercegow. InfRgt 4 - Festungs Art Baon 2 - Gebirgs Art Rgt 7 - Train Div 16 - Garnisonsspital 26 - Ersatzkader Bosn.-Hercegow. InfRgt 4 Munkács – (Mukatschewo) - II. Baon InfRgt 65 - Stab/I./II. k.u. Honved InfRgt 11 - Ersatzkader InfRgt 65 Mühlbach - 11. Komp/InfRgt 36 |

## N
| I. | II. | III. |
| --- | --- | --- |
| Nagybecskerek – (Zrenjanin) - I. Baon InfRgt 29 - III. Baon k.u. Honvéd InfRgt 5 - Ersatzkader InfRgt 29 Nagydisznód – Heltau – (Cisnădie) - 5. Esk Husaren Rgt 4 Nagyenyed – (Aiud) - II. Baon k.u. Honvéd InfRgt 21 Nagykanizsa - II. Baon InfRgt 48 - Stab/I./II. Baon k.u. Honvéd InfRgt 20 - Ersatzkader InfRgt 48 - Ersatzkader Husaren Rgt 14 Nagykároly – (Carei) - III. Baon k.u. Honvéd InfRgt 12 Nagykikinda – (Kikinda) - I. Div HusarenRgt 12 Nagyvárad – Großwardein – (Oradea) - Stab 20. k.u. Honvéd Infanterie-Truppendivision - I. Div HusarenRgt 7 - II. Baon InfRgt 37 - Stab/I./IV. InfRgt 101 - k.u. Honvéd InfRgt 4 - II. Div k.u. Honvéd Husaren Rgt 2 - Feldkanonen Rgt 19 - k.u. Honvéd Kavallerieschule - Ersatzkader InfRgt 37 | Nagyszeben – Hermannstadt – (Sibiu) - Stab XII. Armeekorps - Stab 16. Infanterie-Truppendivision - Stab 32. Infanterie-Brigade - Stab 76. k.u. Honvéd Infanteriebrigade - Stab/4./6. Esk. HusarenRgt 4 - I. Baon InfRgt 2 - Stab/I./II./IV. Baon InfRgt 31 - Stab/I. Baon Honvéd InfRgt 23 - Feldkanonen Rgt 36 - FeldHaubitz Rgt 12 - schwere Haubitz Div 12 - k.u. Honvéd Feldkanonen Rgt 2 - Train Div 12 - Infanterie-Kadettenschule Nagyszeben - Garnisonsspital 22 - Ersatzkader Husaren Rgt 2 - Ersatzkader InfRgt 31 Nagyszombat – (Trnava) - II. Baon InfRgt 71 Neuhaus – (Jindřichův Hradec) - III. Baon InfRgt 75 - I. Baon InfRgt 88 - III. Baon k.k. Landwehr InfRgt 29 Neusandez – (Nowy Sącz) - III. Baon InfRgt 20 - Stab/II./III. Baon k.k. Landwehr InfRgt 32 - Ersatzkader InfRgt 20 Neusatz – Ujvidék – (Novi Sad) - IV. Baon InfRgt 6 Neu Zuczka – Nowa Schutschka – (heute ein Stadtteil von Czernowitz) - II. Div Ulanen Rgt 8 | Nevesinje - Stab 3. Gebirgs Brigade - II. Baon InfRgt 18 - IV. Baon InfRgt 42 - IV. Baon InfRgt 80 - IV. Baon InfRgt 30 - Gebirgst Art Rgt 4 Nezsider – (Neusiedl am See) - I. DivKdo/1./3. Esk HusarenRgt 3 Neumarkt - II. Div Feldhaubitz Rgt 14 Niederdorf - II. Baon InfRgt 36 Niepolomice - 4. Esk Ulanen Rgt 2 Nisko - IV. Baon InfRgt 40 Nova Gradiška - III. Baon k.u. Honvéd InfRgt 27 Nyíregyháza - Stab, I., II. Div, 5., 6. Esk Husaren Rgt 14 - II. k.u. Honvéd Husaren Rgt 5 - Ersatzkader Husaren Rgt 15 Nyitra – (Nitra) - Stab k.u. Honvéd 74. Infanteriebrigade - Stab/I./III. k.u. Honvéd InfRgt 14 - k.u. Honvéd Feldkanonen Rgt 4 |

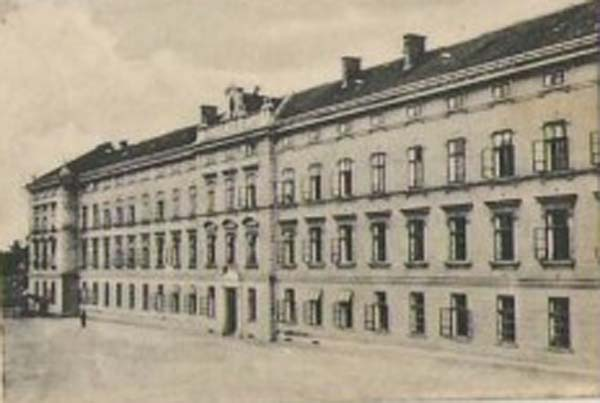
Infanterie-Kaserne in Neuhaus (Gebäude 2015 noch existent) Koordinate: 49° 8′ 20″ N, 15° 0′ 33″ O
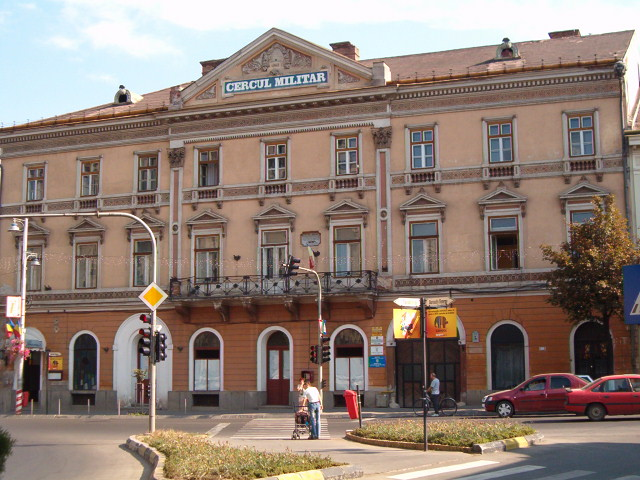
Immer noch aktive Kaserne der k.u.k. Armee in Marosvásárhely Koordinate: 46° 32′ 17″ N, 24° 32′ 46″ O
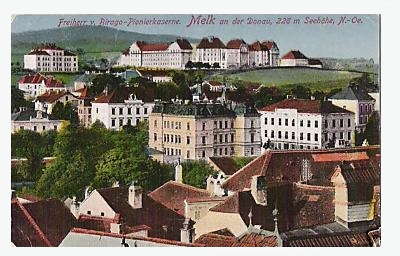
Pionier Kaserne in Melk (Gebäude 2015 noch existent) Koordinate: 48° 13′ 20″ N, 15° 19′ 33″ O
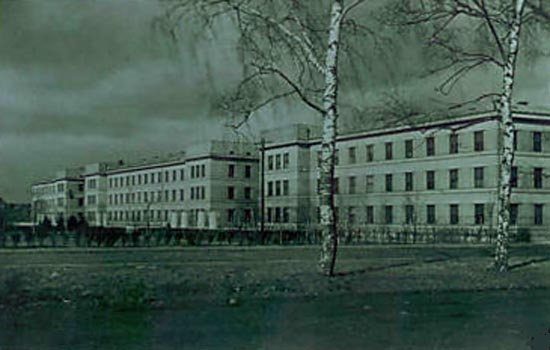
Kavallerie-Kaserne in Pardubitz (Gebäude noch existent – Kaserne Masaryk – steht 2015 leer) Koordinate: 50° 1′ 19″ N, 15° 46′ 25″ O
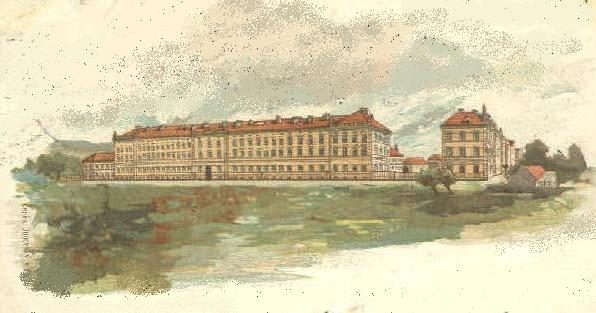
Landwehr-Kaserne in Pisek (Gebäude noch existent steht 2015 leer) Koordinate: 49° 18′ 42″ N, 14° 8′ 16″ O
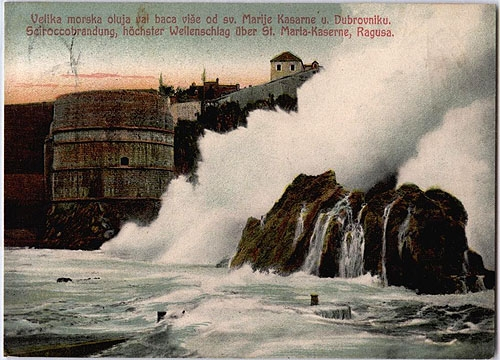
St.Maria Kaserne Dubrovnik (Gebäude 2015 noch existent) Koordinate 42° 38′ 28″ N, 18° 6′ 24″ O

## O
| I. | II.                                                                                              | III. |
| --- | ------------------------------------------------------------------------------------------------ | --- |
| Olmütz - Stab 5. Infanterie-Truppendivision - Stab 9. Infanterie-Brigade - Stab/2./3. Esk. Dragoner Rgt 12 - Stab/I./III./IV. Baon InfRgt 54 - Stab/I./II. Baon k.k. Landwehr InfRgt 13 - Stab/II. Div./1. Esk Baon k.k. Landwehr Ulanen Rgt 4 - k.k. Landwehr Feldkanonen Div 46 - k.k. Landwehr Feldhaubitz Div 46 - Feldkanonen Rgt 2 - Garnisonsspital 6 - k.k. Landwehr Garnisonspital Olmütz - Ersatzkader InfRgt 54 - Ersatzkader Feldjäger Baon 5 | Oraviczabánya - II. Baon k.u. Honvéd InfRgt 7 Orsova – (Orșova) - III. Baon k.u. Honvéd InfRgt 8 | Osijek - Stab/II./III. Baon InfRgt 78 - SappeurBaon 13 - k.u. Honvéd InfRgt 28 - ErsatzkaderInfRgt 78 - Ersatzkader Ulanen Rgt 12 Otočac - II. Baon InfRgt 79 - Ersatzkader InfRgt 79 |

## P
| I. | II. | III. |
| --- | --- | --- |
| Pancsova – (Pančevo) - III. Baon k.u. Honvéd InfRgt 7 - Feldjäger Baon 23 Pápa - Stab/I. Div k.u. Honvéd Husaren Rgt 7 Pardubitz – (Pardubice) - Stab 9. Kavallerie-Brigade - Stab/6. Esk Dragoner Rgt 1 - Reitende Artillerie Div 9 Pécs – Fünfkirchen - Stab 80. k.u. Honvéd Infanterie-Brigade - III. Baon InfRgt 52 - Stab/I./II. Baon Inf Rgt 69 - Stab/I./II. Baon k.u. Honvéd InfRgt 19 - Stab/I. Div k.u. Honvéd Husaren Rgt 8 - k.u. Honvéd Kadettenschule Pécs - Ersatzkader InfRgt 52 Perasto – (Perast) - 1 Komp/I. Baon InfRgt 98 Pergine – (Pergine Valsugana) - 1. Esk Rtd Tiroler Landesschtz Div Perzagno – (Prcanj) - I. Baon InfRgt 98 Pétervárad – Peterwardein – (Petrovaradin) - Stab/I./II. Baon InfRgt 38 - III. Baon InfRgt 70 - 1./2. Kp Festungs Art Rgt 6 - Ersatzkader InfRgt 70 Petrinja - IV. Baon InfRgt 78 Ptuj – Pettau - Pionier Baon 3 Pilsen – (Plzeň) - Stab 19. Infanterie-Truppendivision - Stab 37. Infanterie-Brigade - Stab/I./II. Baon/IV. Baon InfRgt 35 - Stab/I./II. Baon k.k. Landwehr InfRgt 7 - Feldkanonen Rgt 22 - k.k. Landwehr Garnisonsspital Pilsen - Ersatzkader InfRgt 35 - Ersatzkader Feldjäger Baon 6 Pisek – (Písek) - I. Baon InfRgt 11 - Stab/I./III. Baon k.k. Landwehr InfRgt 28 Podgórze - 3. Esk Dragoner Rgt 10 | Podromanja - 1 Kp/II. Baon InfRgt 34 Pola – (Pula) - Stab/II./III. BaonInfRgt 87 - Festungs Art Rgt 3 - Festungs Art Baon 3 - 3./4. Bttr Gebirgs Art Rgt 11 - k.k. Landwehr InfRgt 5 - Sappeur Baon 6 Postelberg – Postoloprty - k.k. Landwehr-Ulanenverband (Einheit z.Zt. noch nicht festgestellt) Pozsony- Pressburg – (Bratislava) - Stab V. Armeekorps - Stab 2. Kavallerie Truppendivision - Stab 14. Infanterie-Truppendivision - Stab IV. k.u. Landwehr Distrikt - Stab 73. k.u. Honvéd Infanterie-Brigade - Stab 27. Infanterie-Brigade - IV. Baon InfRgt 71 - Stab/I./III./IV Baon InfRgt 72 - k.u. Honvéd InfRgt 13 - Feldkanonen Rgt 14 - Feldhaubitz Rgt 5 - Train Div 5 - Garnisonsspital 19 - Ersatzkader InfRgt 72 Praca – (Pale-Prača) - 1 Komp/IV. Baon InfRgt 12 Prag – (Praha) - Stab VIII. Armeekorps - Stab 9. Infanterie-Truppendivision - Stab 17. Infanterie-Brigade - Stab 18. Infanterie-Brigade - Stab/II./IIII./IV. Baon InfRgt 11 - II. Baon InfRgt 28 - Stab/I./II./III. Baon InfRgt 73 - Stab/I./II. Baon InfRgt 91 - Stab/III./IV. Baon InfRgt 102 - 2./5. Esk. Dragoner Rgt 14 - Stab/4. Esk DragonerRgt 6 - k.k. Landwehr InfRgt 8 - k.k. Landwehr Feldkanonen Div 21 - k.k. Landwehr Feldhaubitz Div 21 - Feldhaubitz Rgt 8 - schwere Haubitz Div 8 - Feldkanonen Rgt 23 - Train Div 8 - Infanterie-Kadettenschule Prag - Garnisonsspital 11 - Ersatzkader InfRgt 28 | Prachatitz – (Prachatice) - II. Baon InfRgt 11 Predazzo - II. Baon k.k. Tiroler Landesschtz Rgt III Prerau – (Přerov) - 1./6. Esk DragonerRgt 12 Primör – (Fiera di Primiero) - I. Baon k.k. Tiroler Landesschtz Rgt III Proßnitz – (Prostějov) - 2./3. Esk Landwehr UlanenRgt 4 Przemysl – (Przemyśl) - Stab X. Armeekorps - Stab 24. Infanterie-Truppendivision - Stab 47. Infanterie-Brigade - Stab 48. Infanterie-Brigade - Stab/4.Esk. Dragoner Rgt 6 - II. Div Husaren Rgt 11 - Stab/I./IV. Baon InfRgt 9 - Stab/II./III./IV. Baon InfRgt 10 - Stab/I./IV. Baon InfRgt 44 - Stab/I./IV. Baon InfRgt 45 - Stab/II./III. Baon InfRgt 77 - Festungs Art Rgt 3 - k.k. Landwehr InfRgt 18 - Festungs Art Rgt 3 - k.k. Landwehr Feldhaubitz Div 45 - Feldkanonen Rgt 28 - Feldkanonen Rgt 30 - Feldhaubitz Rgt 10 - schwere Haubitz Div 10 - Train Div 10 - Pionier Baon 10 - Sappeur Baon 10 - Garnisonsspital 3 - Ersatzkader InfRgt 10 - Ersatzkader Dragoner Rgt 6 - Ersatzkader Ulanen Rgt 6 - Ersatzkader Feldjäger Baon 14 |

## Q
| I.                                                        | II. | III. |
| --------------------------------------------------------- | --- | ---- |
| Quiska – Kojsko – Koischa (Slowenien) - I. Baon InfRgt 47 |     |      |

## R
| I. | II. | III. |
| --- | --- | --- |
| Radautz – (Rădăuți) - III. Baon k.k. Landwehr InfRgt 22 Radkersburg - II. Div HusarenRgt 16 Radymno - III. Baon InfRgt 9 - II. DivKdo/4./5. Esk Dragoner Rgt 8 Ragusa – Dubrovnik - Stab XVI. Armeekorps - Stab 4. Gebirgs Brigade - II. Baon InfRgt 52 - Gebirgs Art Rgt 13 - Garnisonsspital 24 Rawa-Ruska - II. Baon InfRgt 89 Reichenberg – (Liberec) - Stab 58. Infanterie-Brigade - Stab/I./II. Baon InfRgt 74 - Stab/II./IV. Baon InfRgt 94 | Risano – (Risan) - 1 Kp/I. Baon InfRgt 98 Riva – (Riva del Garda) - III. Baon k.k. Tiroler Landesschtz Rgt II - Stab/II./III./IV. Baon Tiroler JägerRgt 4 - Feldjäger Baon 16 - Festungs Art Baon 4 - Sappeur Baon 9 Rogatica - II. Baon InfRgt 5 - II. Baon InfRgt 34 - 2 Komp/II. Baon InfRgt 66 - III. Baon InfRgt 85 Rokitzan – (Rokycany) - III. Baon k.k. Landwehr InfRgt 7 | Rovereto - Stab 96. Infanterie-Brigade - IV. Baon Tiroler Landesschtz Rgt I - Stab/II./III./IV. Baon Tiroler JägerRgt 3 - Haubitz Div Gebirgs Art Rgt 10 - Sappeur Baon 8 Rovigno – (Rovinj) - Feldjäger Baon 24 Rozsnyó – (Rožňava) - 2. Esk Husaren Rgt 2 Ruma - I. DivKdo + 1. + 3. Esk. Husaren Rgt 9 Rzeszów - Stab 3. Infanterie-Brigade - Stab/I./II. InfRgt 40 - Stab/I. Div Ulanen Rgt 6 - k.k. Landwehr InfRgt 17 - II. Div k.k. Landwehr Ulanen Rgt 3 - Landwehr Feldkanonen Div 46 - Ersatzkader InfRgt 40 - Ersatzkader Feldjäger Baon 4 |

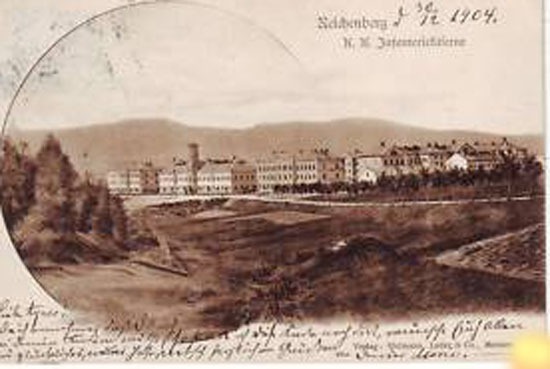
„Grosse Kaserne“ in Reichenberg (2015 noch als Kaserne genutzt) Koordinate 50° 46′ 34″ N, 15° 3′ 56″ O
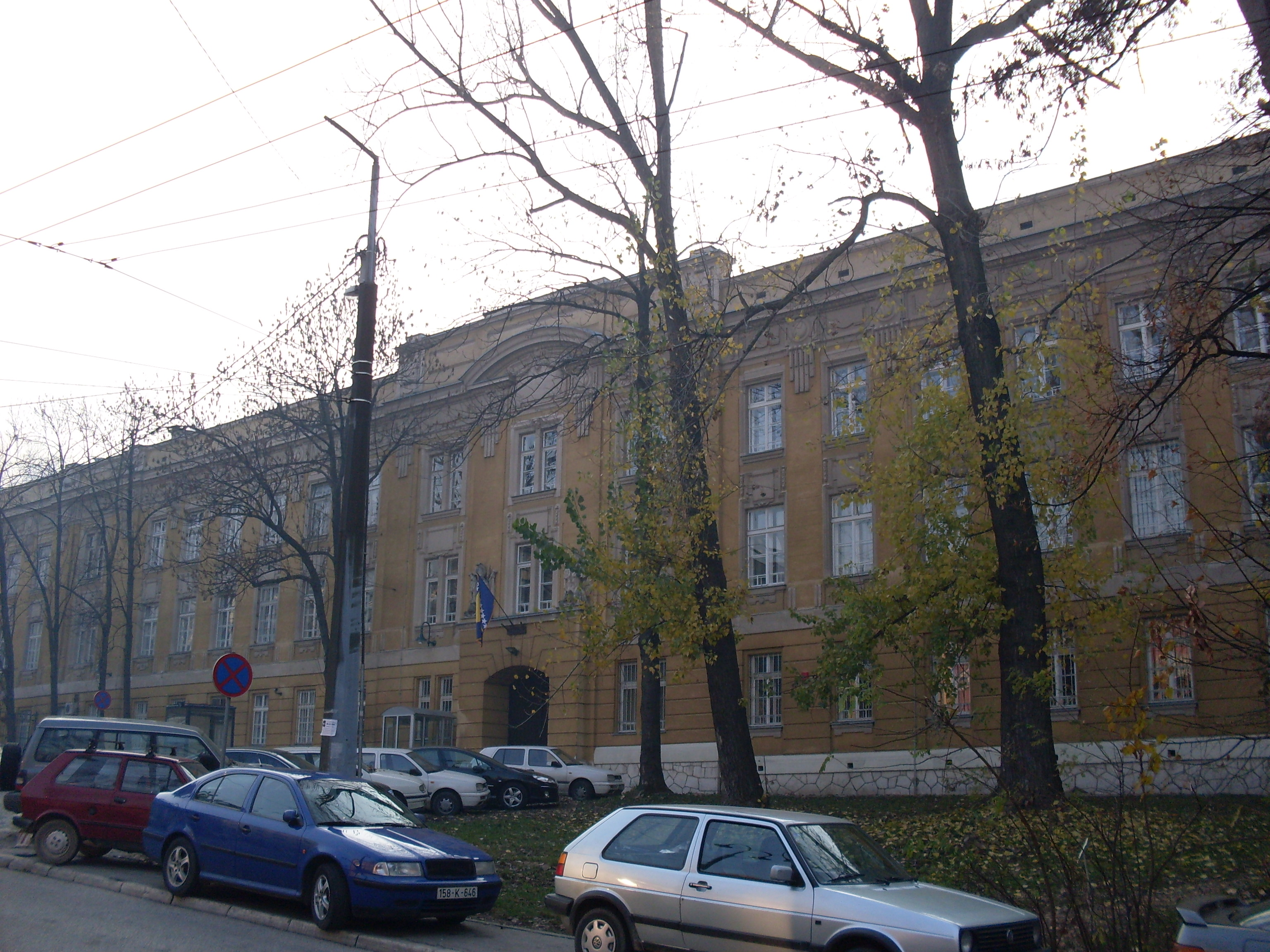
Ehemalige Franz Josefs-Kaserne in Sarajevo (Gebäude 2015 Verteidigungsministerium) Koordinate 43° 51′ 23″ N, 18° 25′ 45″ O
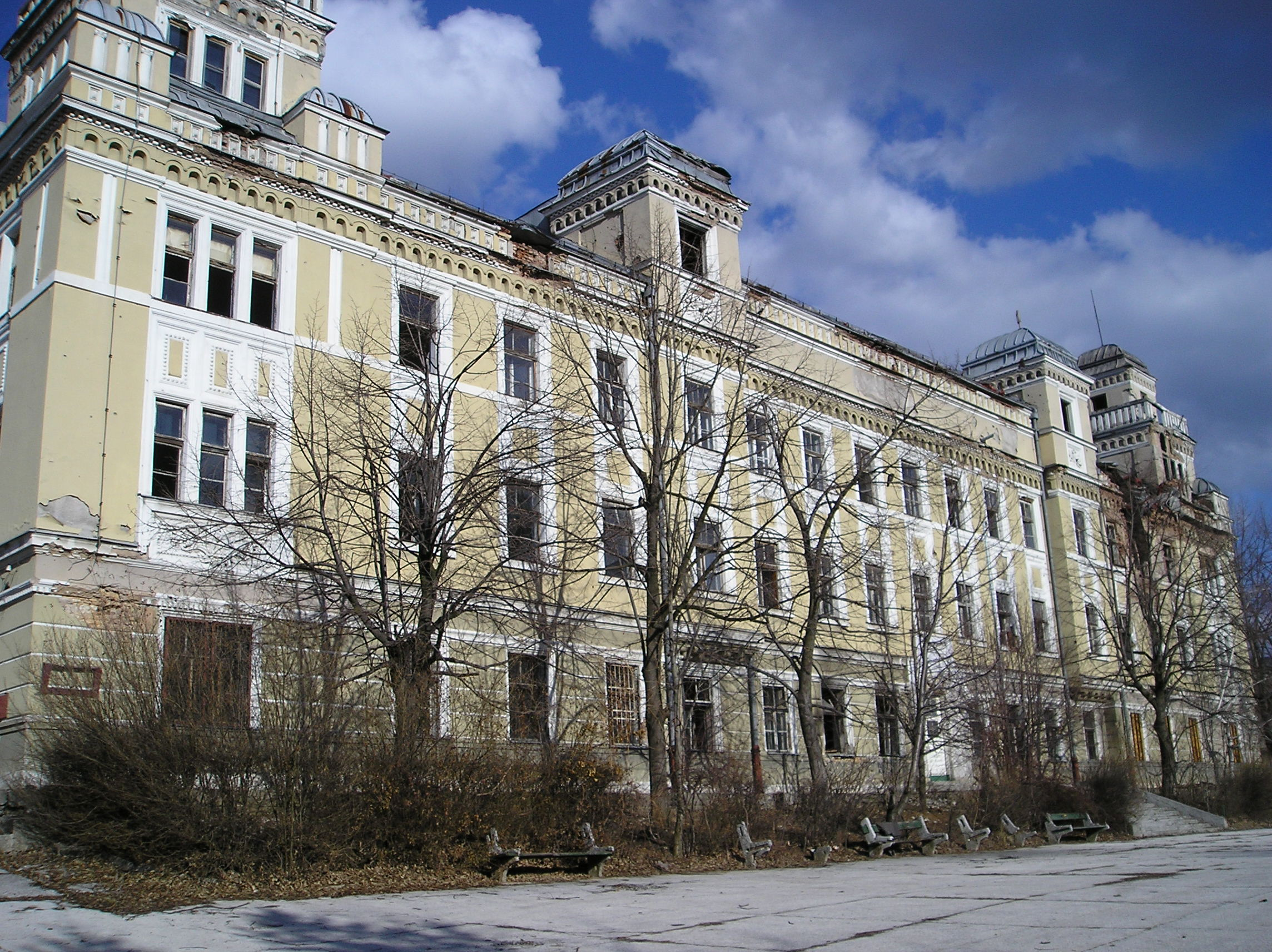
Ehemalige Jajce-Kaserne in Sarajevo (Ruinös) Koordinate 43° 51′ 39″ N, 18° 26′ 22″ O
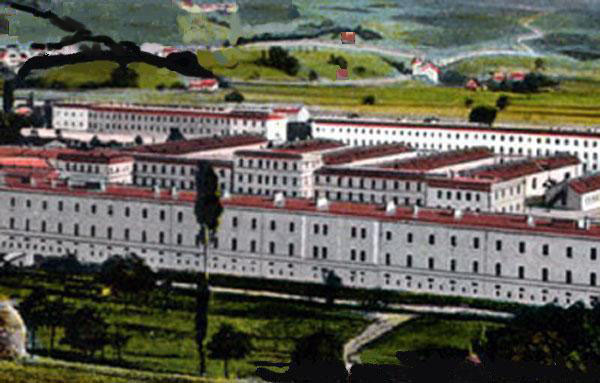
k.u.k. Defensionslager, dann Tito Kaserne, jetzt Universität in Sarajevo Koordinate 43° 51′ 24″ N, 18° 23′ 42″ O
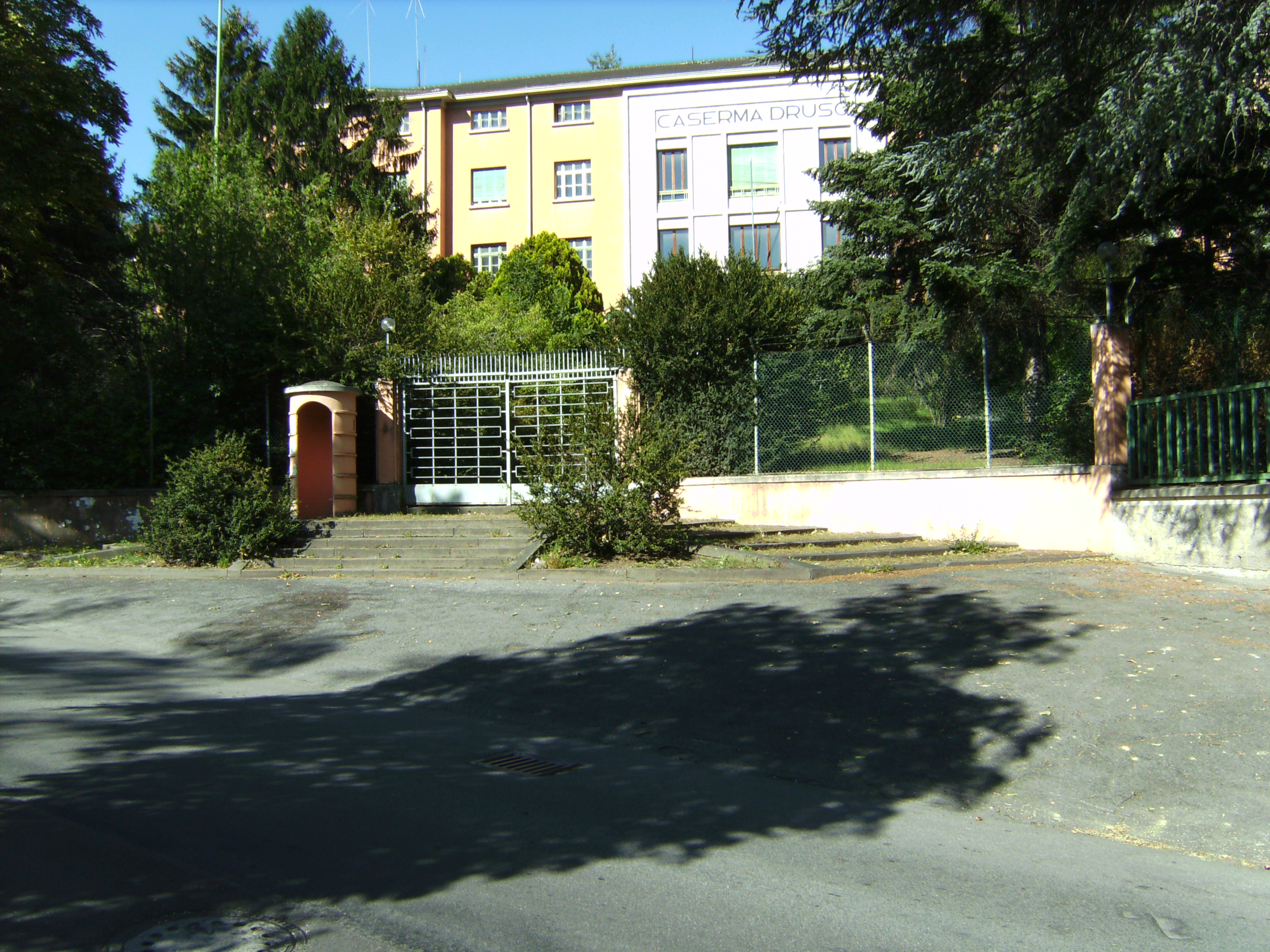
Kaserne des I. InfRgt 28 in Schlanders (Gebäude 2015 noch existent – steht leer) Koordinate 46° 37′ 39″ N, 10° 46′ 3″ O
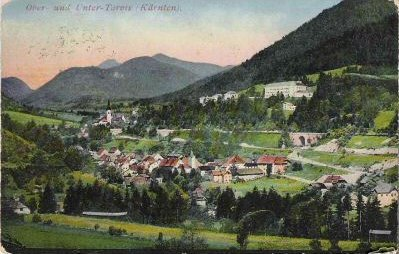
Feldjäger Kaserne in Tarvis (Gebäude 2015 noch existent – steht leer) Koordinate 46° 30′ 19″ N, 13° 33′ 51″ O

## S
| I. | II. | III. |
| --- | --- | --- |
| Salzburg - Stab 6. Infanterie-Brigade - IV. Baon InfRgt 59 - Stab/I./II./IV. Baon InfRgt 75 - Feldkanonen Rgt 41 - Ersatzkader InfRgt 59 Sambor – (Sambir) - I. Baon InfRgt 77 - II. DivKdo/4. Esk Husaren Rgt 11 - Ersatzkader InfRgt 77 Sankt Pölten - IV. Baon InfRgt 49 - k.k. Landwehr InfRgt 21 - Stab/I. Baon Telegraphen Rgt - Ersatzkader InfRgt 49 - Ersatzkader Feldjäger Baon 10 Sankt Veit an der Glan - 5. Esk Husaren Rgt 6 Sanok - III. Baon InfRgt 45 - III. Baon k.k. Landwehr InfRgt 18 - Ersatzkader InfRgt 45 Sanski Most - 1 Komp/I. Baon InfRgt 93 Sarajevo - Stab XV. Armeekorps - Stab 1. Infanterie-Truppendivision - Stab 9. Gebirgs Brigade - IV. Baon InfRgt 12 - I. Baon InfRgt 48 - III. Baon InfRgt 49 - III. Baon InfRgt 74 - IV. Baon InfRgt 84 - I. Baon InfRgt 90 - III. Baon Bosn.-Herzegowinisches InfRgt 1 - 1. Esk Ulanen Rgt 12 - Kanonen Div Gebirgs Art Rgt 6 - Gebirgs Art Rgt 11 - 1. Komp/Festungs Art Baon 2 - Train Div 15 - Sappeur Baon 7 - Garnisonsspital 25 - Ersatzkader Bosn.-Herzegowinisches InfRgt 1 - Ersatzkader Bosn.-Herzegowinisches FeldjägerBaon Sászebes - I. Div Husaren Rgt 4 Sátoraljaújhely - III. Baon k.u. Honvéd InfRgt 10 Schlanders - I.Baon InfRgt 28 Schwaz - III. Baon InfRgt 59 Seebach - I. DivKdo/2./3./4. Esk Husaren Rgt 6 Sesena – (Sežana) - I. Baon InfRgt 19 | Sexten - 3.Komp/Festung Art Baon 1 Sillian - Feldjäger Baon 6 Sinj - I. Baon InfRgt 22 - Stab/2./3./4. Esk Rtd Dalmatiner Landesschtz Div - Selbstst. Gebirgs KanonenDiv - Ersatzkader Inf Rgt 22 Sisak - Stab + I + II Baon k.u. Honvéd InfRgt 27 Sopron – Ödenburg - Stab 28. Infanterie-Brigade - Stab/III./IV. Baon InfRgt 48 - I. Baon InfRgt 76 - Stab/II. Div HusarenRgt 3 - Stab/I./II. Baon k.u. Honvéd InfRgt 18 - Feldkanonen Rgt 13 - II. Baon Telegraphen Rgt - Ersatzkader InfRgt 76 - Ersatzkader Husaren Rgt 9 Spalato – (Split) - Stab 5. Gebirgs Brigade - III. Baon InfRgt 31 Spittal an der Drau - GebHaubitzDiv Gebirgs Art Rgt 4 Srebrenica - 1 Komp/I. Baon InfRgt 62 Staab – (Stod) - 3. Esk Dragoner Rgt 13 Stanislau – (Iwano-Frankiwsk) - Stab 8. Kavallerie Truppendivision - Stab/I./III. Baon InfRgt 58 - II. Baon InfRgt 95 - Stab/I. Div Dragoner Rgt 7 - k.k. Landwehr InfRgt 20 - Feldkanonen Rgt 31 - Feldkanonen Rgt 33 - Ersatzkader InfRgt 58 - Ersatzkader Feldjäger Baon 30 - Ersatzkader Ulanen Rgt 8 Steyr - Feldjäger Baon Nr. 30 - Feldkanonen Rgt 42 Stockerau - Ulanen Rgt 7 - k.k. Landwehr Ulanen Rgt 5 - Ersatzkader Dragoner Rgt 11 Stolac - IV. Baon InfRgt 50 Stolivo - 1 Komp/II. Baon InfRgt 72 Strigno - II. Baon Tiroler Landesschtz Rgt I | Stryj - II. Baon InfRgt 9 - k.k. Landwehr InfRgt 33 - Stab/I. Div k.k. Landwehr Ulanen Rgt 3 - Ersatzkader InfRgt 9 Szabadka – Maria-Theresiopel – (Subotica) - Stab/I./IV. Baon InfRgt 86 - Stab/I. Baon k.u. Honvéd InfRgt 6 - Stab/I. Div k.u. Honvéd Husaren Rgt 4 - Ersatzkader InfRgt 86 - Ersatzkader Husaren Rgt 8 Szamosujvár – (Gherla) - II. Div k.u. Honvéd Husaren Rgt 9 Szászváros – Broos – (Orăștie) - Stab/I./II. Baon InfRgt 64 - Ersatzkader InfRgt 64 Szavászentemeter – (Sremska Mitrovica) - Stab/I. DivKdo Husaren Rgt 9 - Feldjäger Baon 31 Szeged - Stab II. k.u. Landwehr Distrikt - Stab 45. k.u. Honvéd Infanteriebrigade - Stab 22. k.u. Honvéd Kavalleriebrigade - Stab/I./II./IV. Baon InfRgt 46 - Stab/I./II. Baon k.u. Honvéd InfRgt 5 - Stab/I. Div k.u. Honvéd Husaren Rgt 3 - k.u. Honvéd Reitende Artillerie Div 1 - Pionier Baon 7 - Ersatzkader InfRgt 46 Szegelyudvarhely – (Odorheiu Secuiesc) - III. Baon InfRgt 82 - Ersatzkader InfRgt 82 Székesfehérvár – Stuhlweissenburg - IV. Baon InfRgt 69 - Stab/II. Div Husaren Rgt 13 - Stab/I./II. Baon k.u. Honvéd InfRgt 17 - Ersatzkader InfRgt 69 - Ersatzkader Husaren Rgt 10 Szászsebes – Mühlbach – (Sebeș) - I. Div Husaren Rgt 4 Szatmárnémeti – (Satu Mare) - Stab 40. k.u. Honvéd Infanterie-Truppendivision - III. Baon InfRgt 5 - Stab/I./II. Baon k.u. Honvéd InfRgt 12 - Ersatzkader InfRgt 5 Szentgyörgy – St. Georgen – (Svätý Jur) - 2. Esk Husaren Rgt 3 Szolnok - I. Baon InfRgt 68 - Ersatzkader Inf Rgt 68 Szombathely – Steinamanger - I. Baon InfRgt 83 - Stab/I. DivKdo/2./3./II. Div UlanenRgt 5 - Ersatzkader InfRgt 83 - Ersatzkader Husaren Rgt 11 |

## T
| I. | II. | III. |
| --- | --- | --- |
| Tarnopol – (Ternopil) - Stab/I./III./IV. Baon InfRgt 15 - Stab/5. Esk Dragoner Rgt 2 - Reitende Artillerie Div 6 - Ersatzkader InfRgt 15 Tarnow – (Tarnów) - Stab/III./IV. Baon InfRgt 57 - Stab/I. Div Ulanen Rgt 2 - I. Baon k.k. Landwehr InfRgt 32 - Ersatzkader InfRgt 57 - Ersatzkader Ulanen Rgt 2 Tarvis - Feldjäger Baon 5 - 1. Battr/Gebirgs Art Rgt 3 Temesvár – (Timișoara) - Stab 34. Infanterie-Truppendivision - Stab 1. Kavallerie Truppendivision - Stab 67. Infanterie-Brigade - Stab/III./IV. Baon InfRgt 61 - Stab/I./II./III. Baon InfRgt 96 - Feldkanonen Rgt 20 - Feldhaubitz Rgt 7 - Train Div 7 - Infanterie-Kadettenschule Temésvar - Garnisonsspital 21 - Ersatzkader InfRgt 61 Tenna (Trentino) - 2.Komp/FestungsartillerieBaon 1 Teodo – (Tivat) - II. Baon InfRgt 72 - I. Baon InfRgt 91 - Festungs Art Rgt 5 Teschen – (Cieszyn) - Stab+II.+III. Baon InfRgt 3 - III. Baon InfRgt 100 - Stab/I./II. Baon k.k. Landwehr InfRgt 31 - k.k. Landwehr Garnisonsspital Teschen - Ersatzkader InfRgt 100 Theresienstadt - Stab 29. Infanterie-Truppendivision - Stab 57. Infanterie-Brigade - Stab/II./III. Baon InfRgt 42 - Stab/III./IV. Baon InfRgt 92 - 2. Esk. Dragoner Rgt 1 - k.k. Landwehr Feldkanonen Rgt 26 - Feldkanonen Rgt 26 - schwere Haubitz Div 9 - Garnisonsspital 13 - Ersatzkader InfRgt Rgt 42 - Ersatzkader Feldjäger Baon 1 - Ersatzkader Ulanen Rgt 11 | Tione di Trento - Feldjäger Baon 1 Tlumacz – (Tlumatsch) - I. Div Ulanen Rgt 11 Toblach - 8. Komp/InfRgt 36 Tolmein – Tolmin - Stab 94. Infanterie-Brigade - Stab/II. Baon InfRgt 19 - 3. Battr/Gebirgs Art Rgt 3 Tolna - I. Div Husaren Rgt 13 Tóváros - III. Baon k.u. Honvéd InfRgt 31 Traiskirchen - 1. Esk Ulanen Rgt 4 - Artillerie-Kadettenschule Travnik - II. Baon InfRgt 45 - Gebirgs Art Rgt 6 Trebinje - Stab 2. Gebirgs Brigade - III. Baon InfRgt 8 - III. Baon InfRgt 64 - II. Baon InfRgt 70 - III. Baon InfRgt 76 - II. Baon InfRgt 101 - Kanonen Div Gebirgs ArtRgt 13 - 2. Komp/Festungs Art Baon 2 Trembowla – Terebowlja - II. DivKdo/4./6. Esk. Dragoner Rgt 2 - Feldjäger Baon 32 Trencsén – (Trenčín) - Stab/II./III. Baon InfRgt 71 - k.u. Honvéd InfRgt 15 - Ersatzkader InfRgt 71 | Trient - Stab 16. Infanterie-Brigade - Stab 121. Infanterie-Brigade - Stab/I./II./IV. Baon Tiroler Jäger Rgt 1 - I. Baon Tiroler Jäger Rgt 3 - Feldjäger Baon 18 - Stab/I. Baon k.k. Tiroler LandesschtzRgt I - Stab/2./3.Esk Reitende Tiroler Landesschtz Div - Gebirgs Art Rgt 14 - Festungs Art Baon 5 - 1. Komp/Festungs Art Baon 1 - 4. Komp/Festungs Art Baon 4 - 1./3./4. Komp Festungs Art Baon 6 - Sappeur Baon 14 - 4. Komp/Pionier Baon 2 - Ersatzkader Tiroler Jäger Rgt 3 Triest - Stab 55. Infanterie-Brigade - Stab/I./II./IV. Baon InfRgt 32 - III. Baon InfRgt 97 - Stab/I./II./IV. Baon Bosnisch-Hercegow. InfRgt 4 - Garnisonsspital 9 - Ersatzkader Feldjäger Baon 20 Troppau – (Opava) - Stab 10. Infanterie-Brigade - IV. Baon InfRgt 1 - Stab/II./III. Baon InfRgt 13 - Stab/I./II. Baon k.k. Landwehr InfRgt 15 - Ersatzkader InfRgt 1 - Ersatzkader Feldjäger Baon 16 Tulln - Telegraphenschule Turnau – (Turnov) - II. Baon InfRgt 94 - III. Baon k.k. Landwehr InfRgt 10 - Ersatzkader InfRgt 94 Tuzla - Stab 11. Gebirgs-Brigade - IV. Baon InfRgt 77 - III. Baon Bosn.-Hercegow. InfRgt 3 - Gebirgs Art Rgt 10 - Gebirgs Art Rgt 12 - Ersatzkader Bosn.-Herzegow. InfRgt 3 |

## U–V
| I. | II. | III. |
| --- | --- | --- |
| Ujvidék – Neusatz – (Novi Sad) - IV. Baon InfRgt 6 - III. Baon k.u. Honvéd InfRgt 6 - Ersatzkader InfRgt 6 Ungvar – (Uschhorod) - Stab 29. Infanterie-Brigade - Stab/III./IV. Baon InfRgt 66 - III. Baon k.u. Honvéd InfRgt 11 - Ersatzkader InfRgt 66 - (Kaserne) Koordinate: 48° 36′ 49″ N, 22° 17′ 44″ O Vácz - II. Div k.u. Honvéd Husaren Rgt 1 Varazdin – (Warasdin) - Stab/Ulanen Rgt 12 - Stab/I. Div k.u. Honvéd Husaren Rgt 10 - II, Baon k.u. Honvéd InfRgt 25 - Ersatzkader Ulanen Rgt 5 | Vermiglio - 1./2. Bttr Festungs Art Baon 7 Versecz – (Vršac) - Stab/I. Baon k.u. Honvéd InfRgt 7 Veszprém - Stab 82. k.u. Honvéd Infanteriebrigade - Stab/I./II. Baon k.u. Honvéd InfRgt 31 Vidombák – (Ghimbav) - 4. Esk Husaren Rgt 2 Vigo di Fassa - Feldjäger Baon 10 Vill - schwere Haubitz Div 14 | Villach - GebArtRgt 3 - Feldjäger Baon 8 - Gebirgs Art Rgt 3 - Sappeur Baon 4 Virovitica - II. Div k.u. Honvéd Husaren Rgt 10 Višegrad - Stab 7. Gebirgs Brigade - 8. Komp/InfRgt 5 - III. Baon InfRgt 86 - KanonenDiv Gebirgs ArtRgt 10 - 4. Komp/Pionier Baon 7 Vlasenica - I. Baon InfRgt 62 |

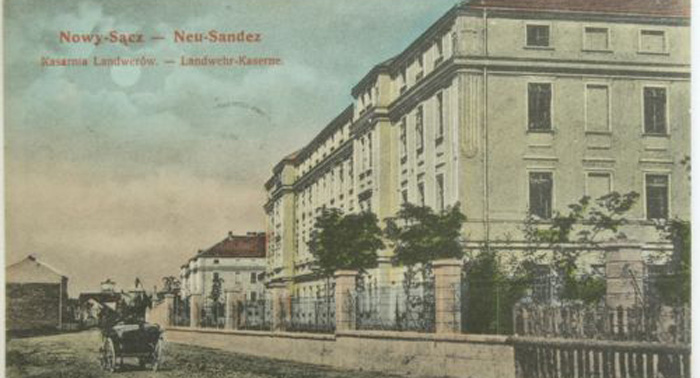
Ujvidék – Neusatz – Novi Sad
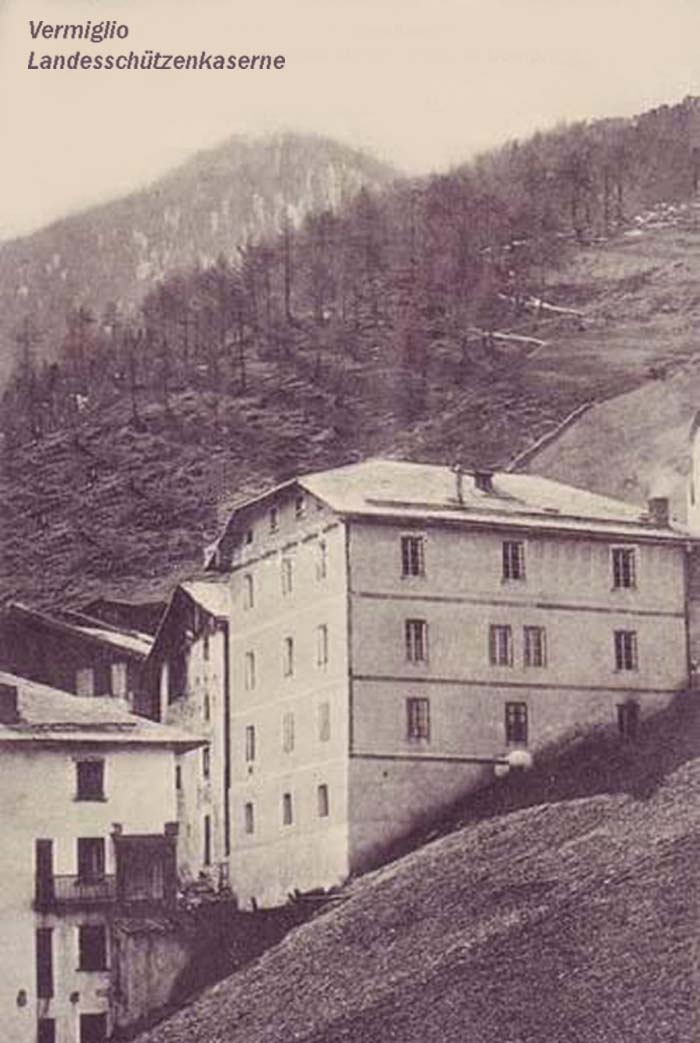
Vermiglio
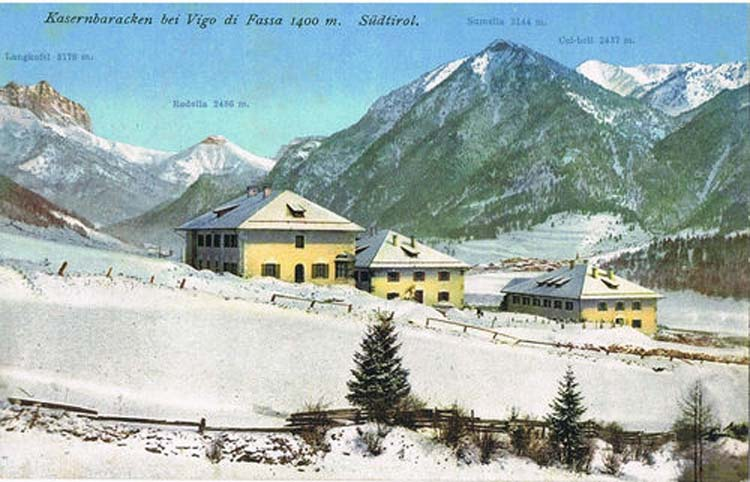
Vigo di Fassa
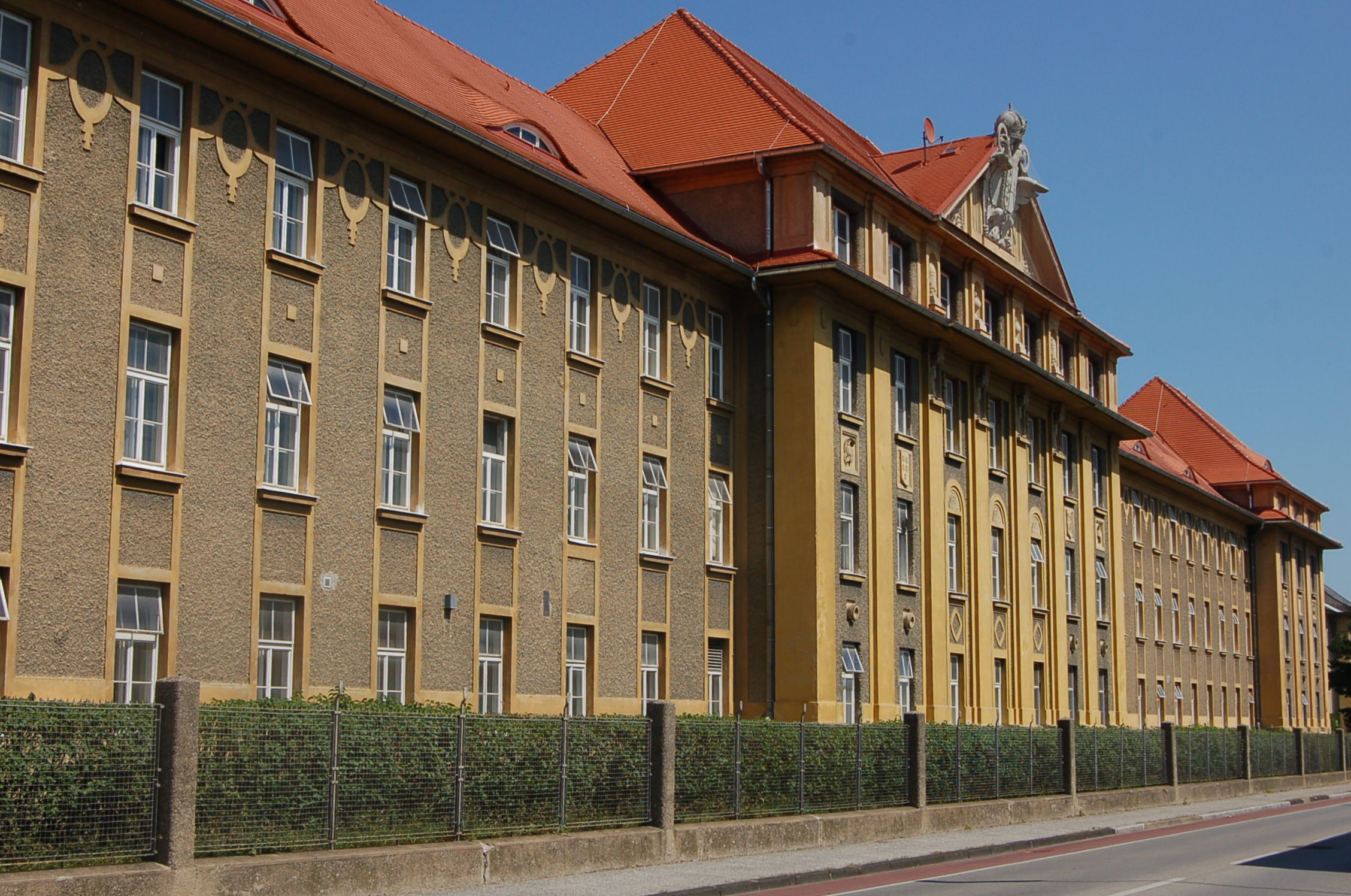
Wiener Neustadt

## W
| I. | II. | III. |
| --- | --- | --- |
| Wadowice - III. Baon Inf Rgt 56 - Ersatzkader InfRgt 56 Wels - II. DivKdo/1./4.Esk./5./6.Esk. Dragoner Rgt 4 - k.k. Landwehr Ulanen Rgt 6 - 2 Battr/Feldkanonen Rgt 40 Welsberg – (Welsberg-Taisten) - 1./4. Komp/InfRgt 36 | Wien - Stab II. Armeekorps - Stab 3. Kavallerie Truppendivision - Stab 25. Infanterie-Truppendivision - Stab 49. Infanterie-Brigade - Stab 50. Infanterie-Brigade - Stab/II./III. Baon InfRgt 4 - Stab/I./II./III. Baon InfRgt 16 - Stab/II./III./IV. Baon Inf Rgt 29 - Stab, I./II./IV. Baon Inf Rgt 39 - Stab, I./II./IV. Baon InfRgt 44 - Stab/I./II./III. Baon InfRgt 67 - Stab, I./II./IV. Baon InfRgt 82 - I. Baon InfRgt 84 - Stab, I./II./IV. Baon InfRgt 99 - I. Baon InfRgt 84 - Stab/I./IV. Baon Bosn.-Hercegow. InfRgt 1 - Feldjäger Baon 25 - k.k. Landwehr InfRgt 1 - k.k. Landwehr InfRgt 24 - Stab/II. Div/2. Esk Dragoner Rgt 3 - Husaren Rgt 1 - Festungs Art Rgt 1 - k.k. Landwehr FeldkanonenDiv 13 - k.k. Landwehr FeldhaubitzDiv 13 - FeldkanonenRgt 4 - FeldhaubitzRgt 1 - sHaubitz Div 2 - Reitende Art Div 2 - Train Div 2 - Luftschiffer-Abteilung - Infanterie-Kadettenschule - Garnisonsspital 1 - Garnisonsspital 2 - Ersatzkader InfRgt 84 - Ersatzkader Feldjäger Baon 21 - Ersatzkader Dragoner Rgt 3 | Wiener Neustadt - II. Baon Bosnisch-Herzegow. InfRgt 1 - S/I. DivKdo/2./3. Esk/II. Div Ulanen Rgt 4 - Theresianischen Militärakademie - Ersatzkader InfRgt 4 Windisch-Feistritz – (Slovenska Bistrica) - II. DivKdo/5.Esk./6.Esk Dragoner Rgt 5 - Feldkanonen Rgt 6 Wippach – (Vipava) - sHaubitz Div 3 - 1. Battr Festungs Art Baon 8 - (Kaserne) Koordinate: 45° 50′ 57″ N, 13° 57′ 32″ O Wolfsberg (Kärnten) - 1. Esk Husaren Rgt 6 Wöllersdorf – (Wöllersdorf-Steinabrückl) - I. Baon InfRgt 4 |

## X–Z
| I. | II. | III. |
| --- | --- | --- |
| Zagreb- Agram – Zágráb - Stab XIII. Armeekorps - Stab 36. Infanterie-Truppendivision - Stab VI. k.u. Landwehr Distrikt - Stab 72. Infanterie-Brigade - Stab 83. k.u. Honvéd Infanteriebrigade - I. Div Ulanen Rgt 12 - Stab, I., II, III. Baon InfRgt 53 - Stab, I., IV. Baon InfRgt 70 - k.u. Honvéd InfRgt 25 - FeldkanRgt 37 - FeldHaubitzRgt 13 - sHaubitzDiv 13 - k.u. Honvéd FeldkanonenRgt 6 - Train Div 13 | Zalaegerszeg - Stab 23. k.u. Honvéd Kavalleriebrigade - k.u. Honvéd Husaren Rgt 6 Zaleszcyki – Salischtschyky - II. Baon InfRgt 58 Zara – Zadar - Stab, I., III. Baon k.k. Landwehr InfRgt 23 Zenica - II. Baon InfRgt 57 Zemun - Stab 14. Infanterie-Brigade - Stab, II., III., IV Baon Inf Rgt 68 | Zloczów - Ulanen Rgt 13 - III. Baon InfRgt 80 - k.k. Landwehr Inf Rgt 35 Znaim – Znojmo - Stab 7. Infanterie-Brigade - Stab, I., II. Baon InfRgt 12 - III. Baon InfRgt 99 - III. Baon k.k. Landwehr InfRgt 24 Zolkiew - Stab/I.DivKdo/II.DivKdo/4.Esk./5.Esk Dragoner Rgt 15 Zombor – Sombor - IV. Baon InfRgt 23 Zwornick – Zvornik - II. Baon InfRgt 60 |

Anmerkungen
1. ↑  Die Positionen der noch vorhandenen Kasernen sind, soweit sie eruiert werden konnten, in der Beschreibung eingefügt.